# Sturehov
Sturehovs säteri eller Sturehovs slott (även stavat Sturehofs slott) är en slottsliknande herrgård och ett tidigare säteri i Botkyrka socken i Botkyrka kommun. Sturehovs säteri ligger vid dagens Vällingevägen och gränsar till Rödstensfjärden, cirka tre kilometer väster om Norsborgs herrgård. Sturehovs huvudbyggnader består av ett tvåvånings stenhus med två envånings flyglar i trä. Kring huvudanläggningen finns flera välbevarade ekonomibyggnader, uthus, ladugårdar och stallbyggnader. 
Nuvarande mangårdsbyggnad uppfördes på 1780-talet i gustaviansk stil för friherre Johan Liljencrantz efter ritningar av arkitekt Carl Fredrik Adelcrantz. De två flygelbyggnaderna är dock ungefär hundra år äldre. Egendomen förvärvades 1899 av Stockholms stad och blev en del av Bornsjöegendomarna. På 1950-talet renoverades Sturehovs huvudbyggnad genom ett av de mest omfattande restaureringsprojekt som Stockholms stad låtit utföra. I dag används Sturehov av Stockholms stad för representation. Byggnaden är tillgänglig för allmänheten under hela året i samband med visningar.
Enligt Stockholms läns museum har "säteriets konsthistoriskt värdefulla bebyggelse ett karaktäristiskt läge vid den natursköna Mälarstranden. De välbevarade ålderdomliga torpen är väl integrerade i kulturlandskapet och förbinds genom det gamla vägnätet som slingrar sig i gränsen mellan skog och åker".

## Tidig historia

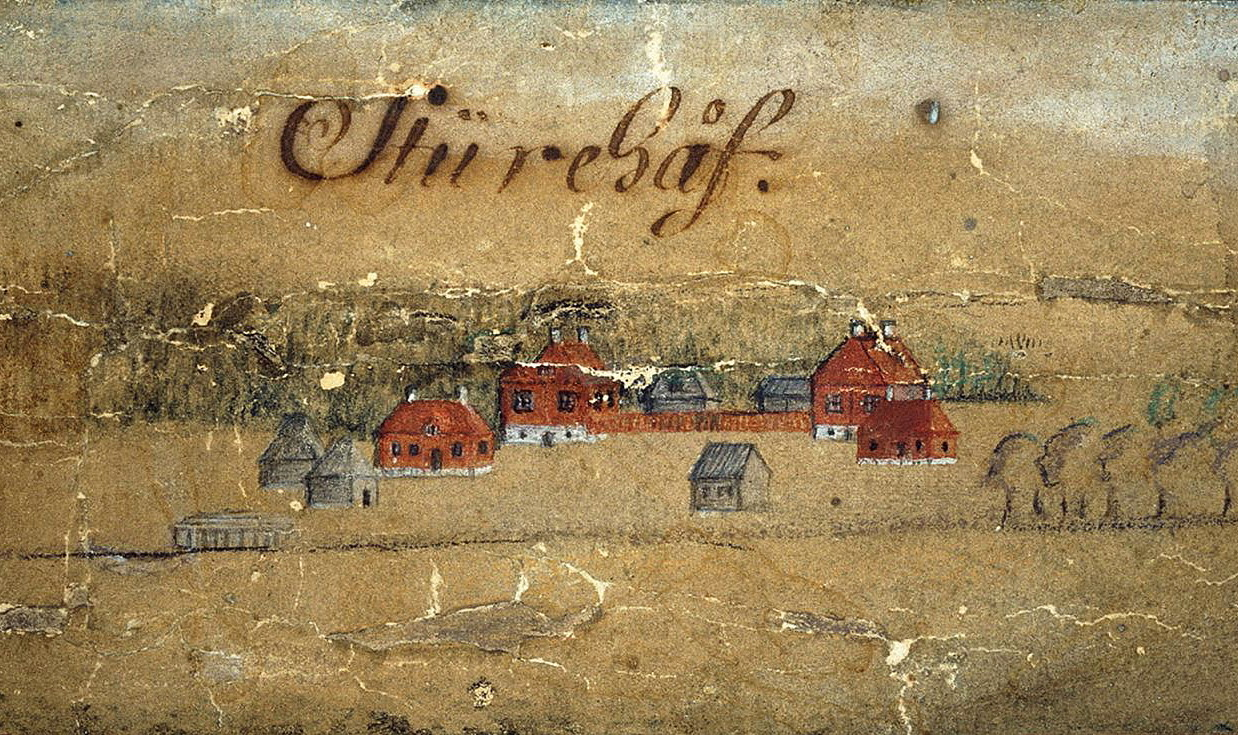
Sturehovs gårdsanläggning på Gripenhielms Mälarkarta, 1688.

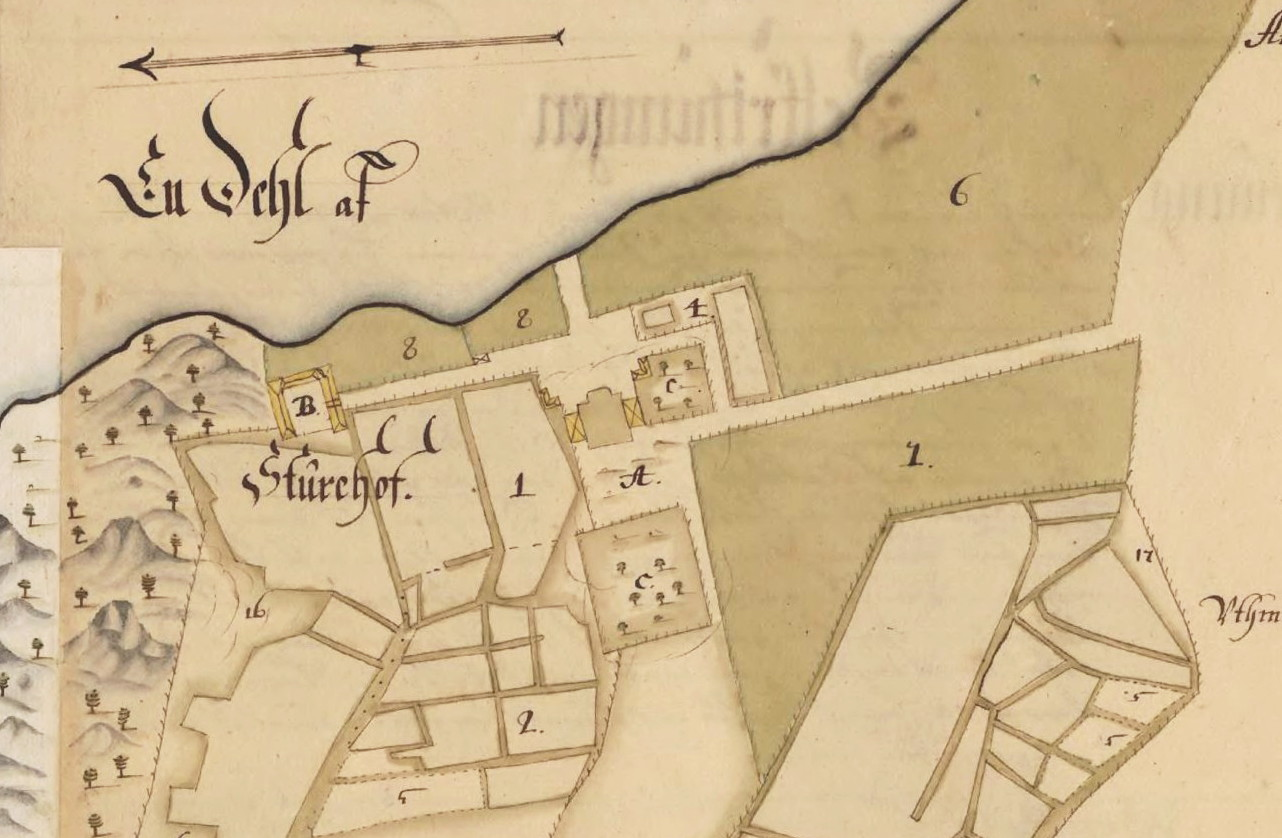
Sturehof 1697. Norr är till vänster.

Platsen var bebodd redan under forntiden vilket flera lämningar i form av gravhögar och en fornborg vittnar om. På Sturehovs nuvarande plats låg under medeltiden en by, Afrehulta, med fyra gårdar. Den ägdes av mäktiga personer som Bo Jonsson Grip i slutet av 1300-talet och förenades av riksmarsken greve Svante Sture den yngre på 1500-talet. Egendomen byggdes på 1580-talet ut till säteri av hans son riksrådet Mauritz Sture och fick namnet Sturehof. Efter sonsonens änka kom Sturehov 1654 genom testamente till riksmarsken Johan Axelsson Oxenstierna, gift med Anna Margareta Sture.
Hur Sturehovs bebyggelse såg ut vid den tiden framgår av en otydlig och skadad illustration som finns på Gripenhielms Mälarkarta från 1688. Där redovisas en gårdsanläggning i karolinsk stil bestående av bland annat två rödfärgade flygelbyggnader med valmade tak. Gårdsplanen begränsas mot sjösidan av ett rödfärgat plank. Nedanför låg ytterligare två flyglar och några gråfärgade timmerhus. Av manbyggnaden syns inte mycket. Om den brunnit ner innan Mälarkartan ritades eller om den någonsin funnits är okänt. Men källarvalv på platsen för nuvarande slottet talar för att huvudbyggnaden brunnit ner eller att det rörde sig om ett oavslutat byggnadsprojekt.
På en karta över Sturehovs ägor, upprättad i februari 1697 av lantmätaren Eric Nilsson Agner, framgår bebyggelsen och markanvändningen kring den. Anläggningens komposition präglas av symmetri längs en huvudaxel, och följer mönstret för karolinska herrgårdar. Huvudbyggnaderna (gult markerade) består av två flyglar och öster därom ytterligare två något mindre flyglar i vinkelform (A). Någon mangårdsbyggnad finns inte. I norr syns den äldre ladugårdsfyrkanten (B). Väster om gården och söder om flyglarna låg ”tvenne trädgårdar inrättade med åtskilliga slags fruktbärande träd” (C). Vem som ritade denna gård är okänt men den bör ha tillkommit under senare delen av 1600-talet under Ebba Banérs tid.
Gården växlade ofta ägare. Mellan 1661 och 1664 ägdes den av Skoklosters byggherre Carl Gustaf Wrangel. Hans moster, Ebba Mauritzdotter Grip (änka efter Svante Banér) bytte 1664 till sig gården som ärvdes 1668 av sonen Svante Banér. Vid hans död år 1674 ärvdes egendomen av hans dotter Ebba Banér. Efter Banér tillhörde gården släkterna Vellingk och von Höpken.

## Slottet

### Liljencrantz era

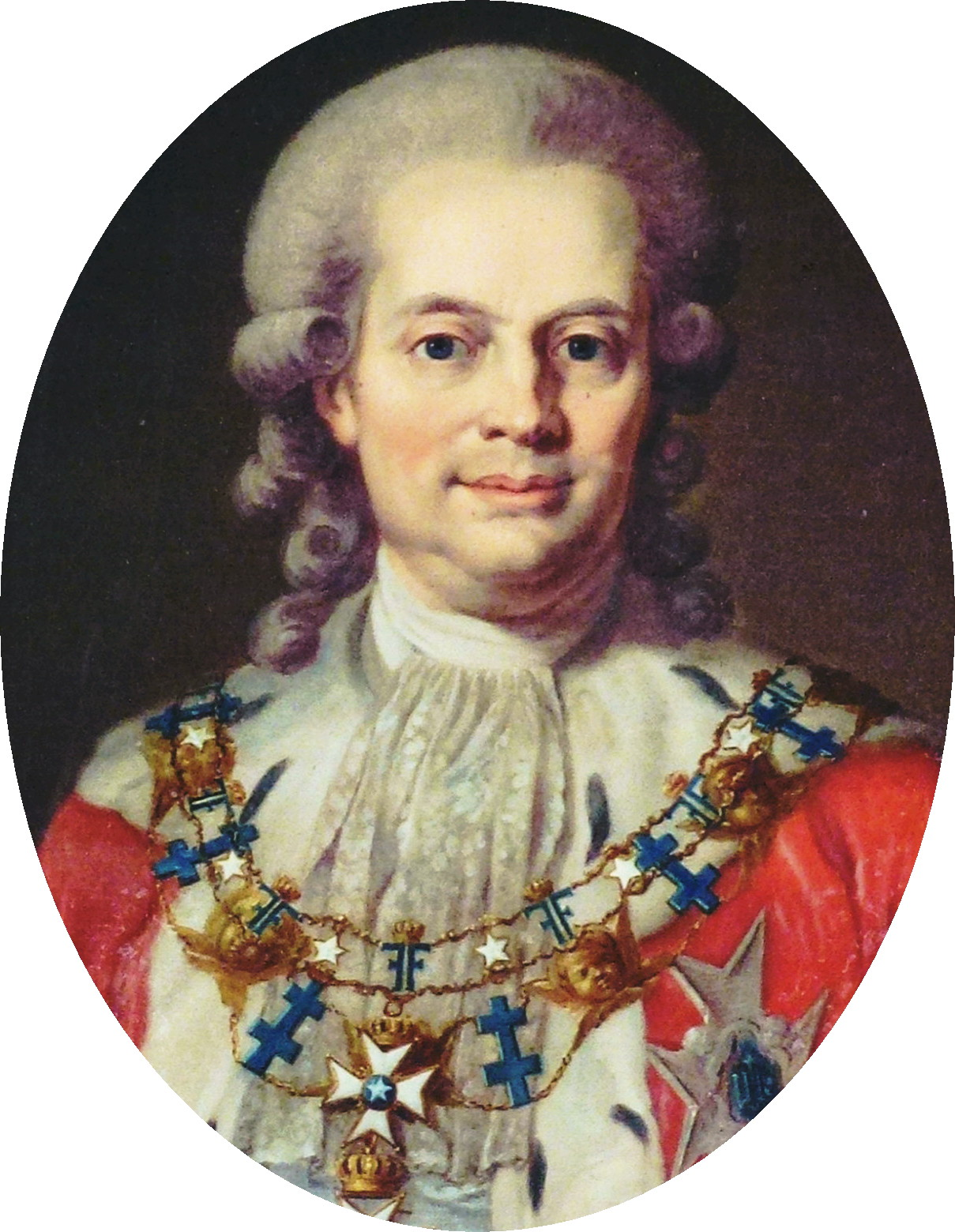
Upphovsmannen till dagens Sturehov var friherren och politikern Johan Liljencrantz. Beskuret porträtt av Lorens Pasch den yngre. Gripsholms slott.

Johan Liljencrantz, Gustav III:s ”finansminister”, förvärvade egendomen 1778 som sommarnöje till sig och sin familj. Vid den tiden var Liljencrantz  Botkyrka sockens störste godsägare och ägde bland annat egendomarna Slagsta gård och Fittja gård. 
I Krigsarkivets von Spångensamling förvaras ett antal osignerade och odaterade 1700-talsritningar till en huvudbyggnad på Sturehov. En av versionerna har tidigare antagits vara plagiat av en ritning till en herrgård i Nationalmuseums Hårlemansamling, även den osignerad och odaterad, och utförd av Gabriel von Spången ca 1780. Det finns dock inga belägg för att de mer genomarbetade ritningarna i Krigsarkivet skulle vara plagiat. De kan ha samma upphovsman, möjligen Carl Hårleman, och sekundärt ha hamnat i olika samlingar. Förslagen har drag av barock och 1700-talets förra del och de torde ha ingått i aldrig realiserade byggnadsprojekt från det tidigare 1700-talet.
I Krigsarkivets von Spångensamling finns även en relationsritning som visar Sturehovs centrala gårdsparti och vilken med några få undantag ger samma gårdsbild som kartan över Sturehov från 1697. På ritningen finns en markering för välvda källare i ungefärligt läge för norra delen av dagens huvudbyggnad, samt konturlinjer till ett av nybyggnadsförslagen. De för anläggningen osymmetriskt placerade källarna har ingen given förklaring, men torde hänga samman med en äldre byggnad eller ett byggnadsföretag som föregick nybyggnadsförslagen i samma samling. Källarna bevaras inte inom dagens huvudbyggnad. 

När Liljencrantz övertog Sturehov fanns bara de båda flyglarna från 1600-talet och flera ekonomibyggnader. Han anlitade arkitekt Carl Fredrik Adelcrantz att rita en ny huvudbyggnad och gav honom fria händer. Det finns inga arkivaliska belägg för att Adelcrantz är upphovsman, men Sturehov har på stilhistoriska grunder tillskrivits honom. Adelcrantz var vid den tiden en mycket renommerad och ansedd arkitekt som bland annat stod bakom det Gustavianska operahuset i Stockholm och Drottningholms slottsteater med kung Gustaf III som uppdragsgivare. 

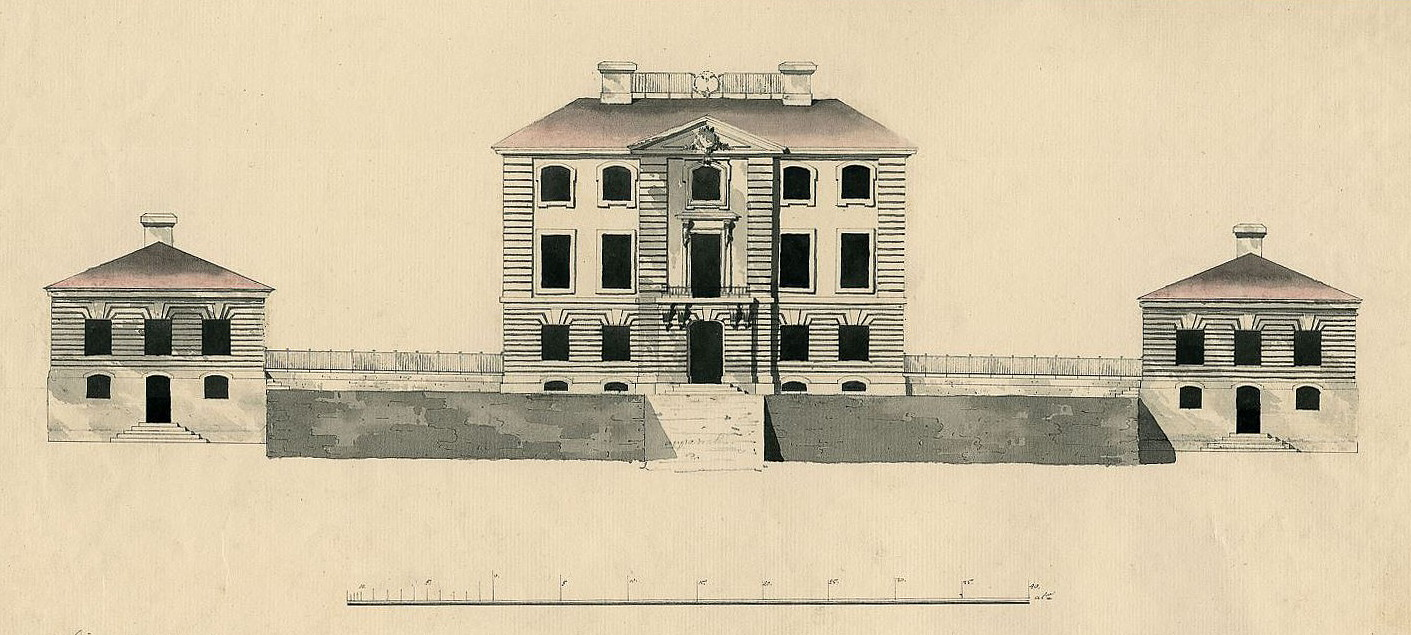
Odaterad och osignerad ritning med rubriken ”Dessein til Byggnaden på Sturehoff” i Gabriel von Spångens samling i Krigsarkivet. Ritningen är en mer välarbetad version av den likaledes osignerade och odaterade tuschritning till en herrgård som finns i Hårlemansamlingen i Nationalmuseum. Ritningen är ett nybyggnadsförslag från 1700-talets förra del, möjligtvis utförd av Hårleman men aldrig realiserat. I von Spångens samling finns andra ritningar av Hårleman varför denna ritning inte är den enda med koppling till arkitekten

Adelcrantz placerade den nya huvudbyggnaden i skärningspunkten av två lindalléer (dagens Vällingevägen), den ena cirka 1 000 meter lång i ost-västlig riktning som fortsätter ner till bryggan i Mälaren och den andra cirka 390 meter lång i nord-sydlig riktning. Han ritade ett stenhus med planmått 18 meter lång och 12 meter bred. Huset fick två våningar och nio fönsteraxlars längd samt tre fönsteraxlars bredd. Genom blinderingar (målade fönster) fick fönsternas placering en exakt symmetri, som var ett viktigt uttrycksmedel för den gustavianska stilen. Huvudbyggnaden uppfördes utan större avsteg från ritningarna.
Bottenvåningens fasader utfördes rusticerad och yttertaket blev brutet och valmat samt täckt av plåt. Sockeln kläddes med huggen, röd sandsten från Roslagen. Mot sjösidan (entrésidan) framträder en mittrisalit med tympanon som innehåller en blomstergirlang och urtavlan. Över huvudporten anbringades Liljencrantz krönta adelsvapen utfört i sandsten. Den innehåller bland annat tre metkrokar och en heraldisk lilja som omges av tre snäckor, tre bin, en krona med två mynt samt en krönt nyckel.
Bottenvåningens disposition präglas av en korsformig plan. Den genomgående axeln från huvudentrén till trädgårdsentrén sammanfaller med anläggningens huvudaxel som följer den långa allén och går ända ner till Mälarens brygga. Enligt riksantikvarien, Gösta Selling, är husets plan ”originell”. Som exempel anför han bottenvåningen som har en genomgående, smal förstuga och en längsgående korridor. Korsningen mellan båda är kupoltäckt och här leder en relativt liten trappa upp till övervåningen där den övre hallen är ”monumentalt formad”.
 

Mittrisalitens avfasade form fortsätter in i den åttkantiga centralsalen på övervåningen varifrån man har en vidsträckt vy över trädgården och Mälaren. Centralsalens väggar är boaserade och målade i grågröna marmornyanser med skulpterade ramverk i guld och brons. Över dörrarna sitter medaljonger föreställande Mercurius, Venus och Ceres.

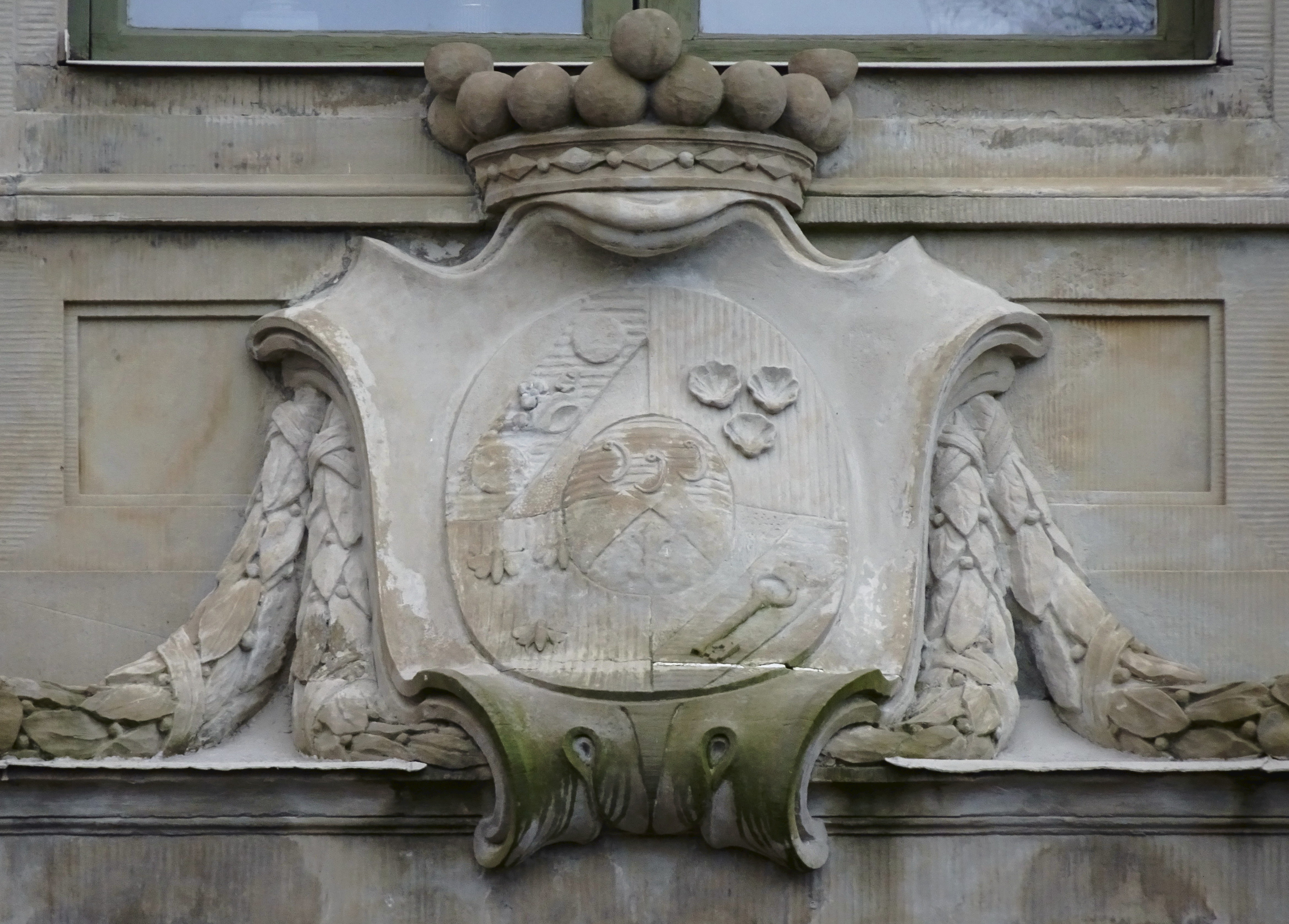
Liljencrantz adelsvapen över entréporten vid Sturehovs säteri.

I "Gula förmaket" finns en Mariebergskakelugn med en dekor som helt ansluter sig till väggmålningarna. Väggfältens dekor överensstämmer med kakelugnens. Kakelugnen kröns av Johan Liljencrantz emblem och den är dekorerad i klara färger, såsom i grönt, purpur och lila. Vid denna tid var Liljencrantz kakelugnsfabrikens huvudägare. "Gula förmaket" har gustaviansk inredning. Golvet är belagt med rutparkett av ek, dörrarna har beslag och har skulpterade och förgyllda ramar. Förmaket har överstycken till ornerade taklister och målade väggfält med ramverk av palmstänglar och blomstergirlander.
Bland andra rum märks "Stora sängkammaren" ("friherrinnans sängkammare", hustru Ottilianas sovrum) och "Papegojrummet" som har målade väggfält med ramverk av palmstänglar och blomstergirlanger. "Gröna förmaket" och "Röda kabinettet" har väggfält av sidendamast omgivna av skulpterade och förgyllda ramar. Huvudbyggnaden inreddes och dekorerades av dåtidens skickligaste hantverkare och dekorationsmålare, bland dem anses Jean Baptiste Masreliez ha bidragit med överstycken och speglar och Lars Bolander med väggmålningarna.

Dessein till nytt Säteshus vid Sturehof. Originalritningar omkring 1780, tillskrivna Adelcrantz.
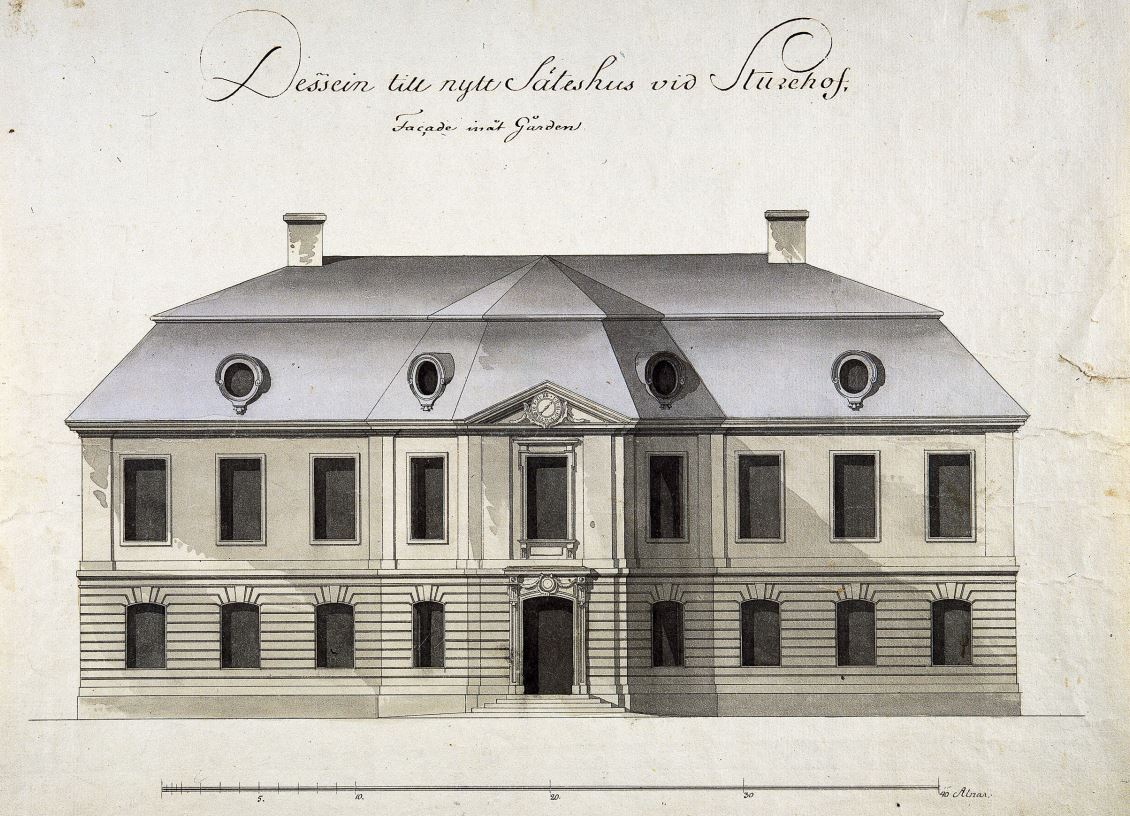
Fasad mot öster
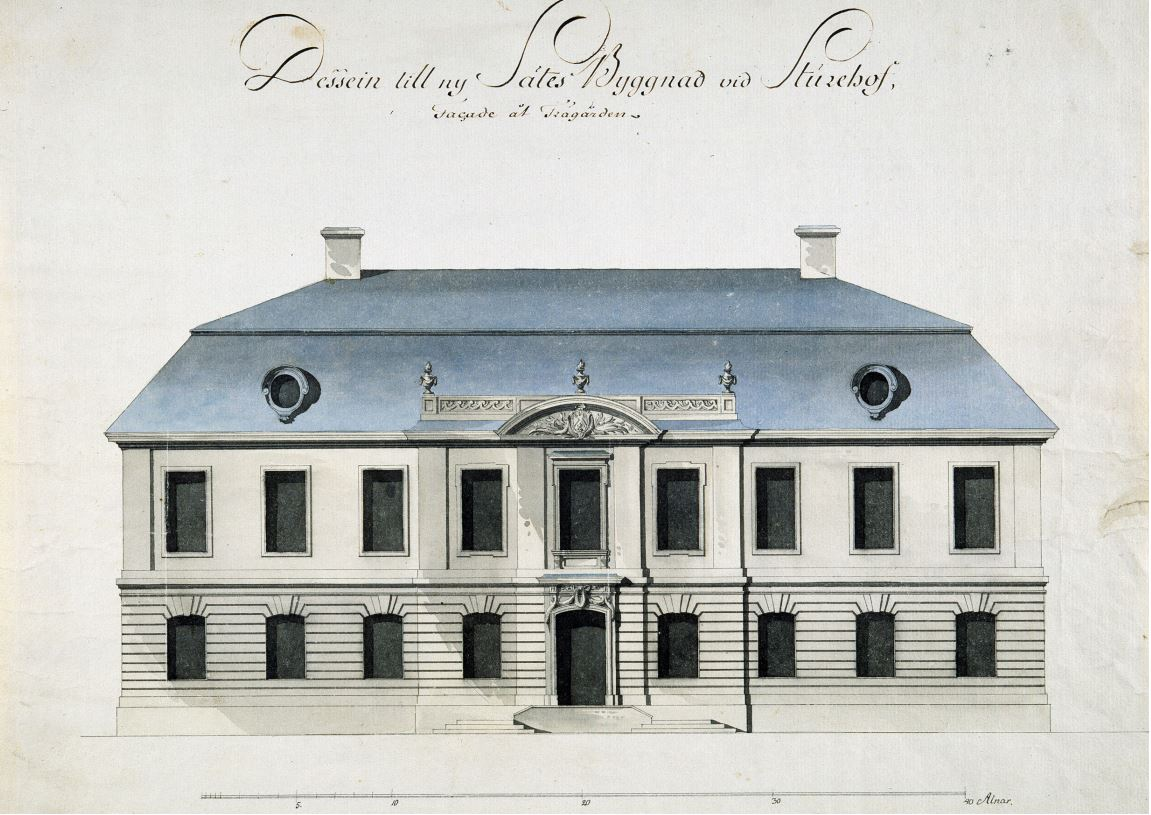
Fasad mot väster
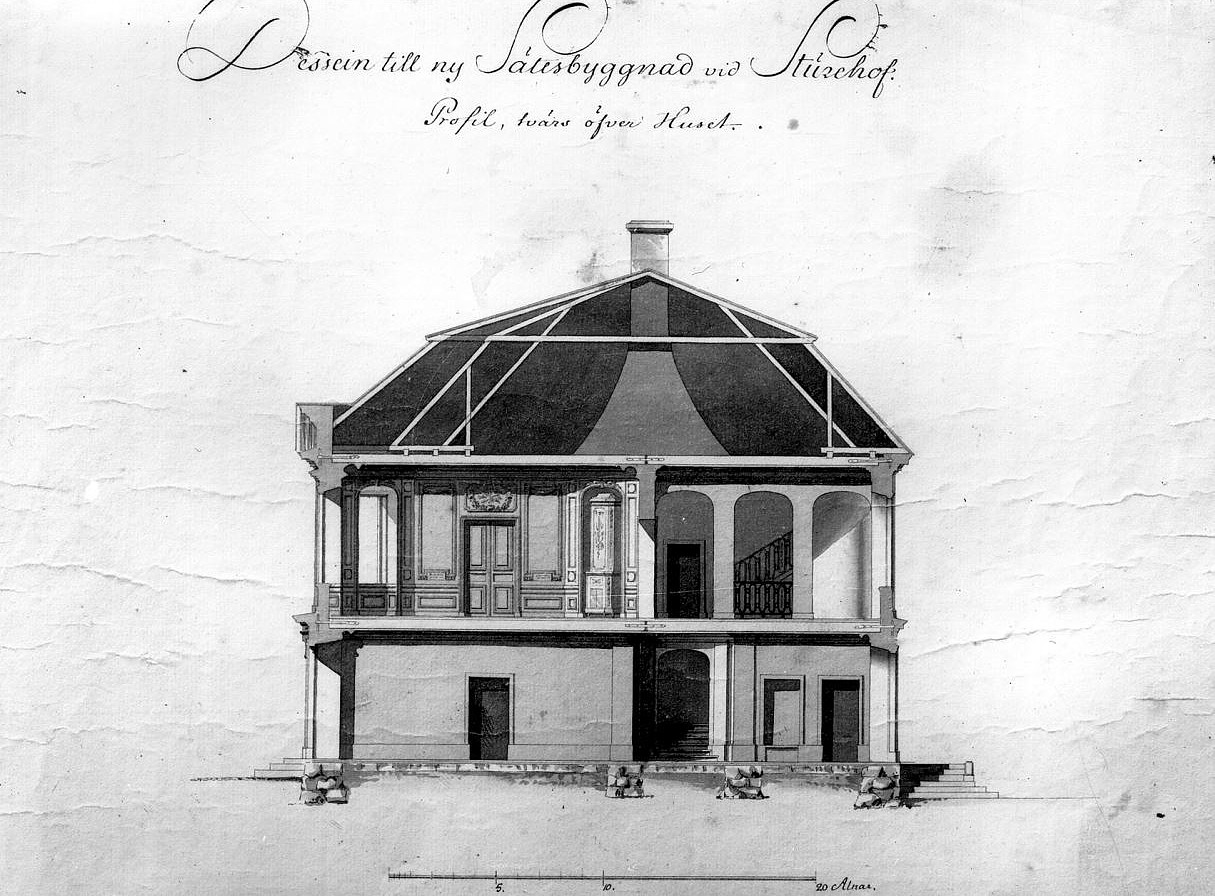
Sektion
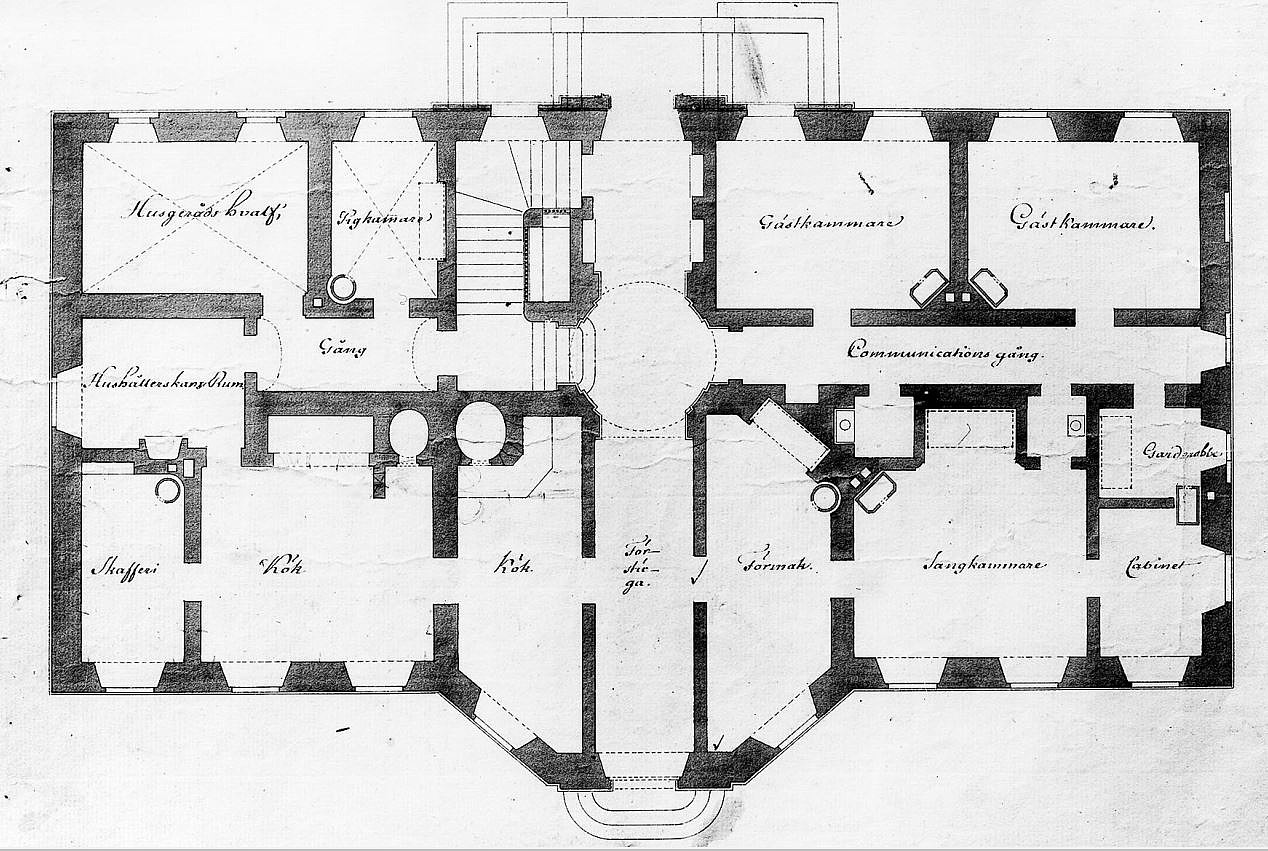
Bottenvåning
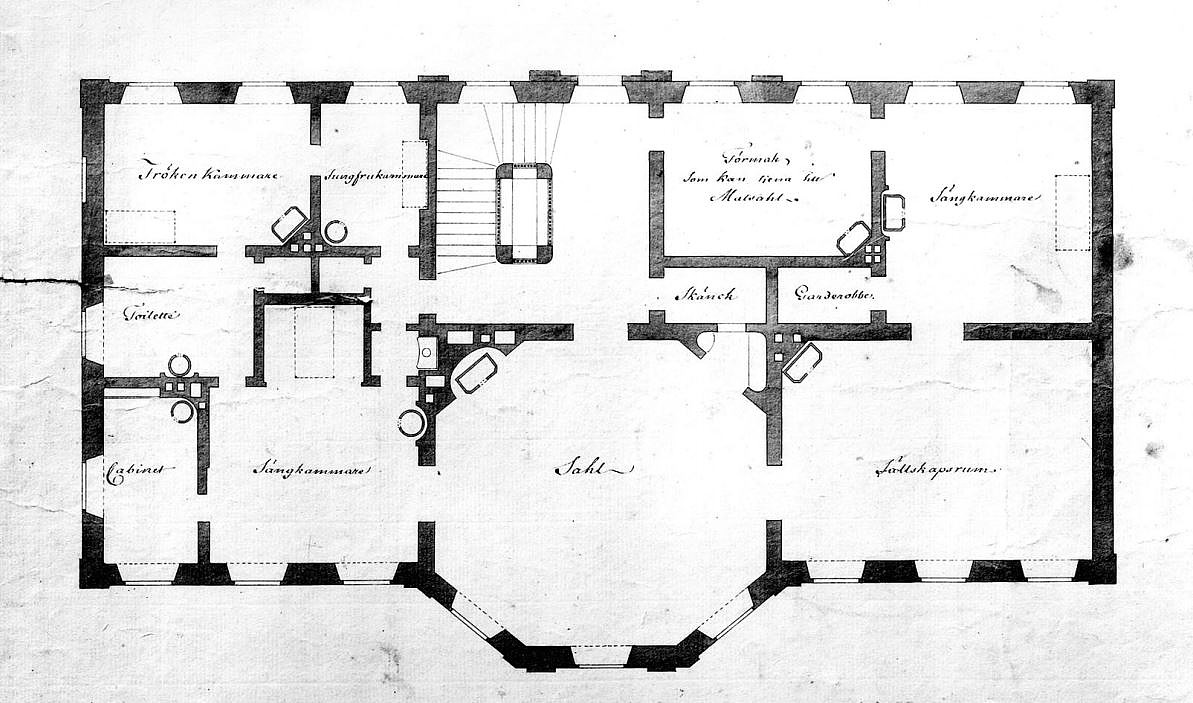
Övervåning

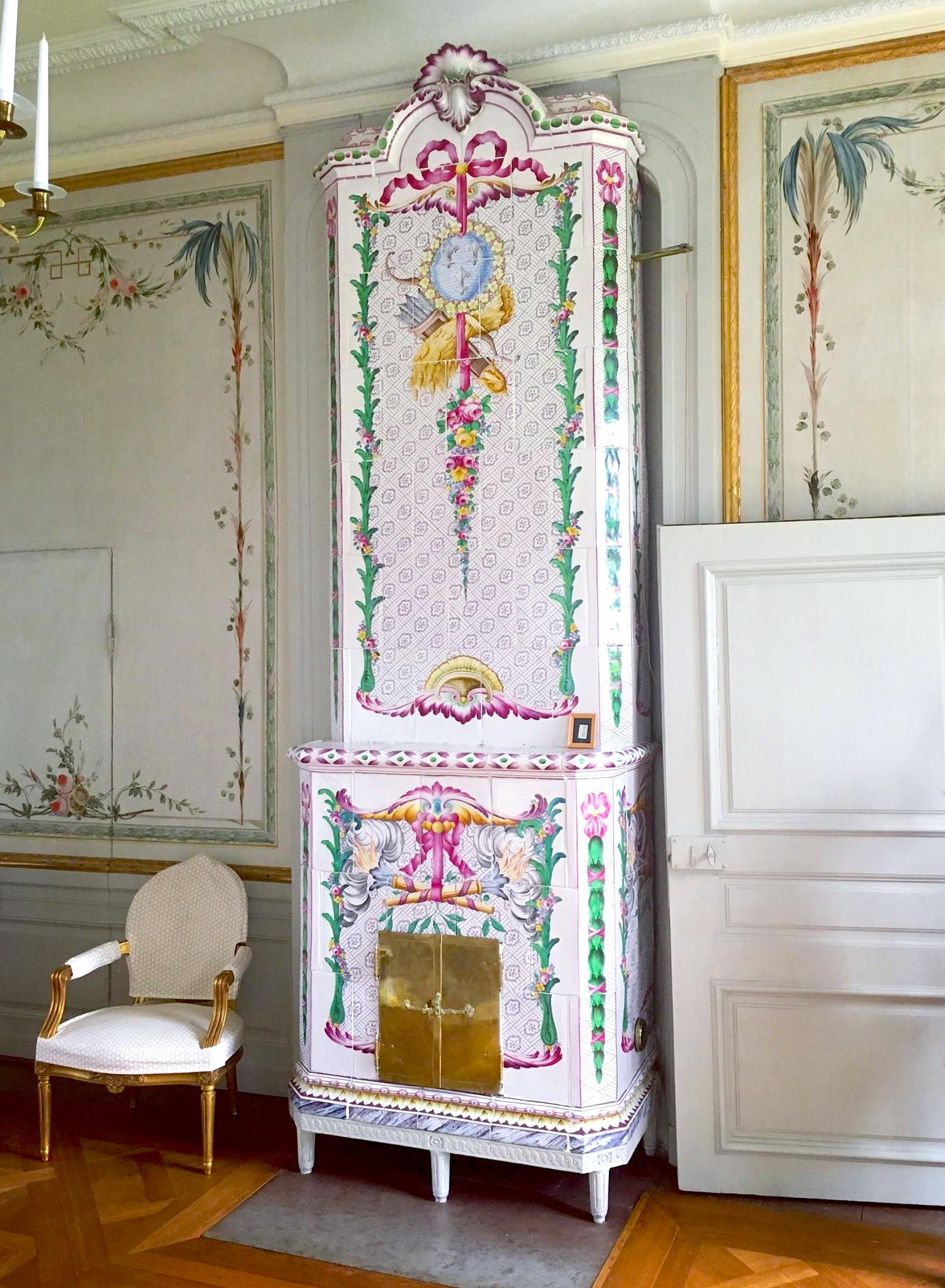
I "Gula förmaket" finns en av Sturehovs flera bevarade kakelugnar. Den är tillverkad på Mariebergs porslinsfabrik. På ugnens övre del syns Johan Liljencrantz emblem.

Som delägare i Mariebergs porslinsfabrik hade Liljencrantz möjlighet att skaffa Mariebergskakelugnar till sin nya byggnad. Därför finns på Sturehov idag landets största samling sådana ugnar, med totalt 17 bevarade exemplar. Den praktfullaste anses vara ”Liljecrantz kakelugn”. Denna står i "gula förmaket", det rum en trappa upp, som var tänkt att bli Liljecrantz sovrum. Kakelugnen är avbildad på ett svenskt frimärke från 1976. Liljecrantz privata avdelning med förmak, sängkammare och kabinett anordnades istället på bottenvåningen till höger om huvudentrén och med fönster mot gårdsplanen. På motsatta sidan placerades två gästrum med utsikt mot trädgården.
Adelcrantz ville förlägga köket till bottenvåningen, men Liljencrantz lät istället inreda köket i södra flygeln. Av brandskäl var det vanligt att inte ha köket i huvudbyggnaden. Den stora köksspisen nyttjas idag som kakdisk av slottscaféet. I den norra flygeln huserade en magister och familjens pojkar. De båda flygelbyggnaderna moderniserades i tidens stil med mansardtak, och exteriörfärgen ändrades från röd till vit. Liljencrantz lät även riva den äldre ladugårdsfyrkanten norr om huvudbyggnaden och på samma plats uppföra en ny fyrlängad ladugård. Han var intresserad av jordbruk och fördubblade gårdens avkastning på kort tid.
Johan Liljencrantz stannade dock inte länge på Sturehov. Missväxt försämrade ekonomin och hans ställning som Gustav III:s finansminister ifrågasattes efter kungens tilltagande slösaktighet och Liljencrantz ständiga förmaningar till sparsamhet. År 1786 entledigades han slutligen från alla sina förtroendeuppdrag. Efter hustrun Ottilianas död 1788 flyttade han till närbelägna egendom Borg, som han hade köpt samtidigt med Sturehov. Där bosatte han sig med sin nya fru, Eleonora Stjernstedt. Han lät bygga ett nytt corps de logi och uppkallade stället efter sitt hustrus förnamn och platsens namn (nora + borg) till Norsborg.

### Karta från 1792
| Sturehov och Sillvik då Carl Wahrendorff övertog egendomen (del 1, västra delen och del 2, östra delen). Södra delen av kartorna är beskuren. Upphovsman: Israel af Ström, 1792. |  | Sturehov och Sillvik då Carl Wahrendorff övertog egendomen (del 1, västra delen och del 2, östra delen). Södra delen av kartorna är beskuren. Upphovsman: Israel af Ström, 1792. |
| Sturehov och Sillvik då Carl Wahrendorff övertog egendomen (del 1, västra delen och del 2, östra delen). Södra delen av kartorna är beskuren. Upphovsman: Israel af Ström, 1792. |  | |

### Wahrendorffs tid

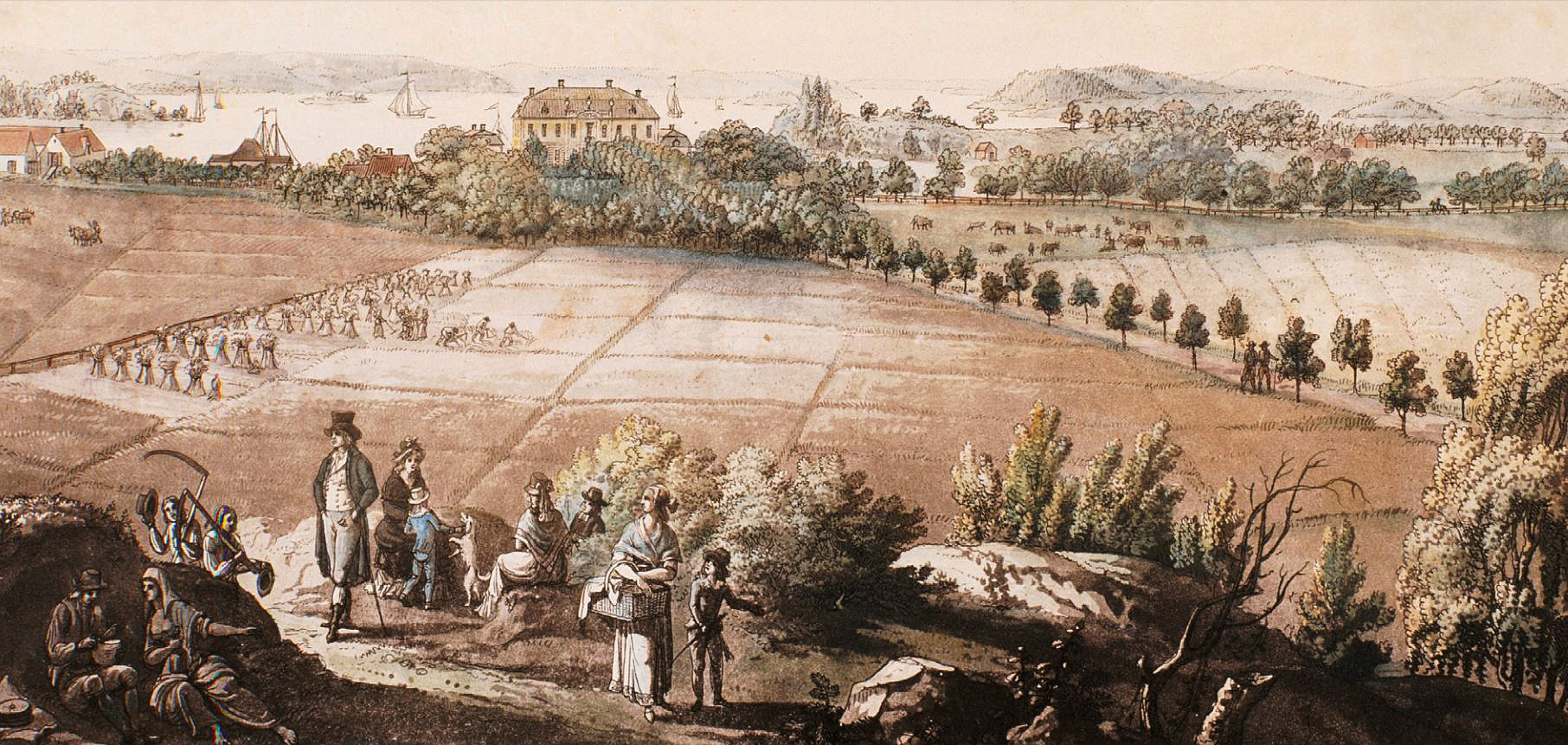
Vy över Sturehov från väster av Martin Rudolf Heland, omkring 1800.

År 1790 förvärvades egendomen av den förmögne brukspatronen Carl Wahrendorff. Han var gift med grosshandlardottern Maria Elisabeth Hebbe född i släkten Hebbe och hade två söner. Det Sturehov som Wahrendorff tog över finns redovisat på två kartor från 1792 med tillhörande beskrivning upprättade av Israel af Ström. 

Det existerar även några romantiska illustrationer över Sturehov med omgivning som skapades av Martin Rudolf Heland och dedicerades till Carl Wahrendorff. Den ena visar ägorna vid skördetid under en rast. Ägarfamiljen Wahrendorff poserar i förgrunden medan två drängar tackar husbonden och återvänder till åkern. Motivet visar gårdens bebyggelse med trädgårdar och omgivande jordbrukslandskap rakt västerifrån. Den långa allén med huvudbyggnaden samt Mälaren i bakgrunden framgår. Den andra illustrationen är en vy över Mälaren från öster med båtar och fartyg på Kyrkfjärden och Sturehovs långa brygga där anläggningens huvudaxel har sin utgångspunkt. Vid bryggan ligger bland annat herrskapets båt, en så kallad speljakt och närmast i bild roar sig ägarfamiljen. Längs tväraxeln radas ekonomibyggnaderna upp med bland annat den då nya ladugårdsfyrkanten. På höjden längst ut till höger ligger engelska parken vars högsta punkt kröns av ett lusthus utformat som ett antikt tempel.

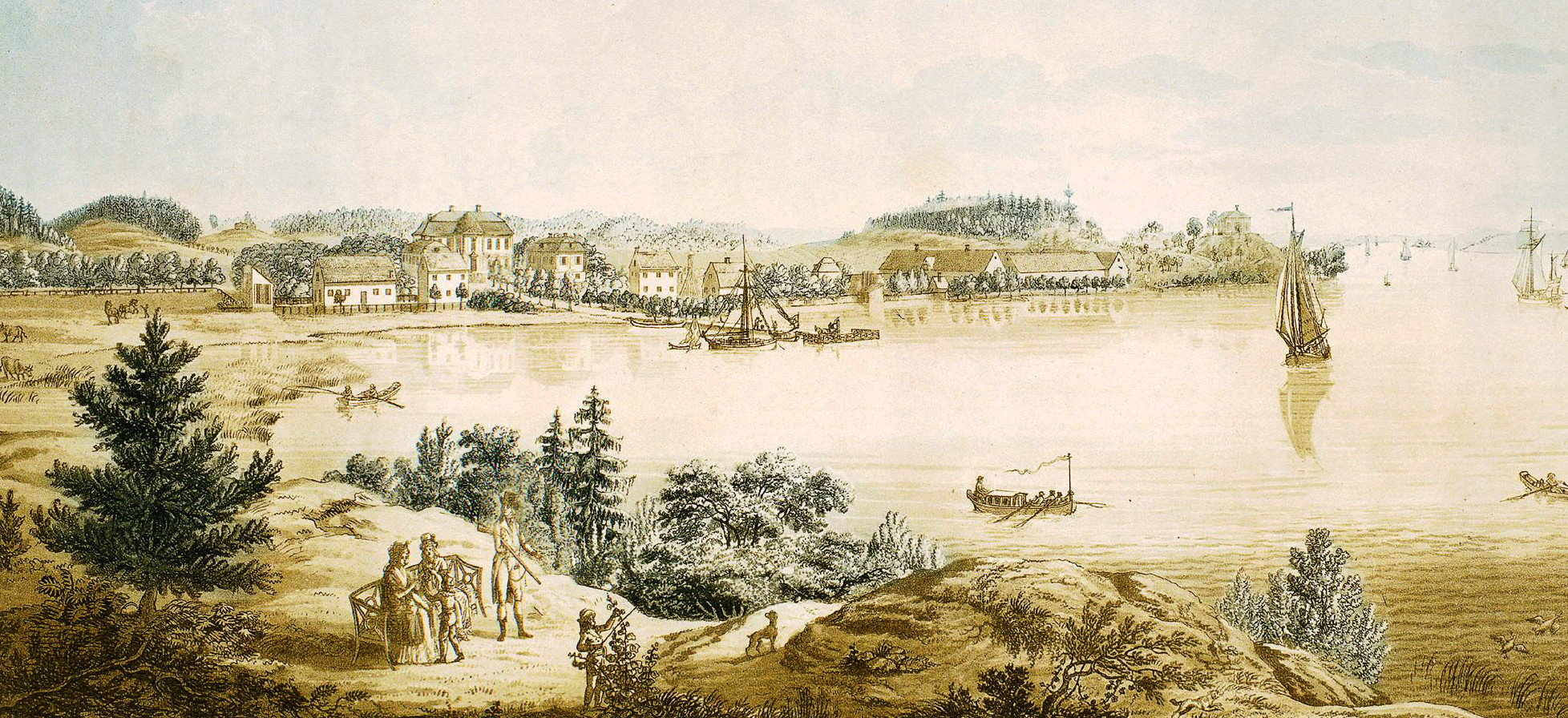
Vy över Sturehov från öster av Martin Rudolf Heland, omkring 1800.

Wahrendorff hade en stor konstsamling i slottet. Han lät även anlägga en engelsk park med ett oktogonalt, tempelliknande lusthus på höjden norr om ladugården. I ett dokument från 1792 över uppmätningen av Sturehovs ägor upptas parken som en på Engelska sättet nyligen anlagd Promenade med Gångar Löfträn och ett Lusthus. Lusthuset blev troligen ombyggt vid något tillfälle och syns på ett fotografi från 1900. Parken är idag helt igenväxt och lusthuset finns inte längre. För Sturehovs engelska park existerar flera förslagsritningar till lusthusbyggnader, som hade framtagits av konstnären och arkitekten Louis Jean Desprez. Bland förslagen fanns dels en borgliknande byggnad med fasadinskription, dels en borgruin vid en befästning med både vaktkurer och liten stuga. Ingetdera kom till utförande. Under Warendorffs tid uppfördes även "Inspektorsboningen" (dagens Sjövillan) i sengustaviansk stil.

### Efter Wahrendorff
Wahrendorff innehade Sturehov i nästan 40 år fram till 1829 då egendomen köptes av greven Carl Clas Piper. Han sålde 1872 till friherren Axel Hermelin. Sturehovs siste private ägare blev 1878 familjen Reuterskjöld. Vid Adam Reuterskiölds död 1880 övertogs Sturehov av änkan Charlotta Elisabet (född Posse), medan sonen Lennart Reuterskiöld var förvaltare efter 1884. Hon sålde byggnader och marken 1899 till Stockholms stad. Därefter utarrenderades Sturehov till henne och senare till hennes son och måg fram till 1918.

## Övriga byggnader

### Torp under Sturehov

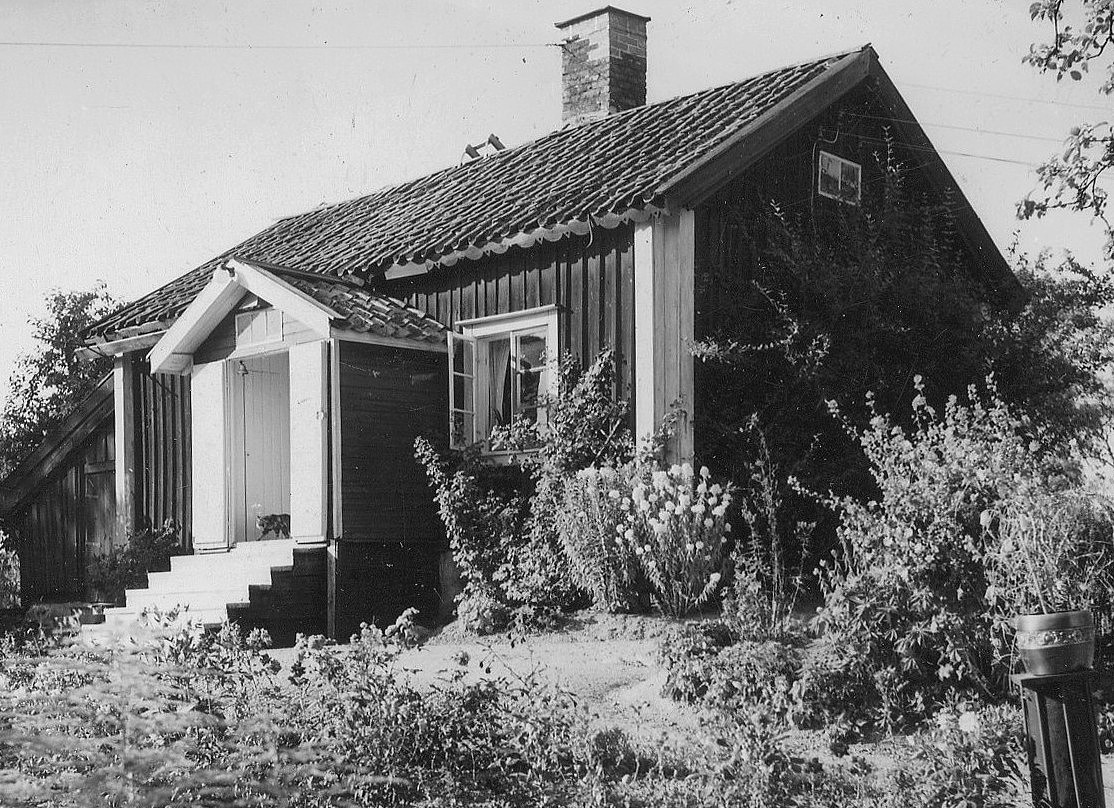
Torpet Grådal, 1959.

Då Sturehov var säteri fanns ett stort antal torp som lydde under godset. På 1600- och 1700-talskartorna redovisas inte mindre än elva torp och hemman. På Häradsekonomiska kartan från sekelskiftet 1900 framgår tio torp och lägenheter. De flesta är fortfarande bevarade som privata bostäder eller fritidshus. Fågelsången, Mellanstugan och Värdshuset ligger i rad mot skogsbrynet längs nuvarande Vällingevägen, med Värdshuset närmast slottet, där vägen gör en 90 graders sväng mot norr. På Häradsekonomiska kartan från 1901–1906 kallas de tre torpen även för "Raden".
Torpet Golväng står också vid Vällingevägen men något längre mot sydost medan Nykoxet återfinns en bit in i skogen. Längst i väster, strax före den långa allén mot slottet, återfinns torpet Oxhagen. Bevarad är även Skansberg vid Bornsjön, som har sitt namn efter den närbelägna fornborgen. Däremot finns Skansbergs närmaste grannar, Rosendal och Kaspersdal, inte kvar längre. Rosendal revs 1934 och var då kraftigt nergånget. Byggnaden hade sin ålderdomliga konstruktion med vasstak fortfarande i behåll.
Grådal vid Sillviken / Mälaren existerar fortfarande. Grådal kallades ursprungligen Sillvikstorpet. Efter lägenheten Sturehäll finns bara husgrunder kvar. Stället låg på en udde vid Sturehällsviken / Mälaren öster om Sturehov och bestod av flera byggnader med en liten park samt egen brygga. Sturehäll syns på Häradsekonomiska kartan från 1901 men redovisas inte längre på Ekonomiska kartan från 1951.
I flera av torpen bodde stattorpare, i Fågelsången bodde Sturehovs smed. De timrade och rödmålade husen härrör från slutet av 1700- och början av 1800-talen och präglar idag kulturlandskapet kring Sturehov. Skansberg, Nykoxet och Oxhagen är enkelstugor, Fågelsången, Mellanstugan och Värdshuset är parstugor medan Golväng och Grådal är sidokammarstugor.

### Bilder, torp (urval)
Fler bilder visande torp under Sturehov.

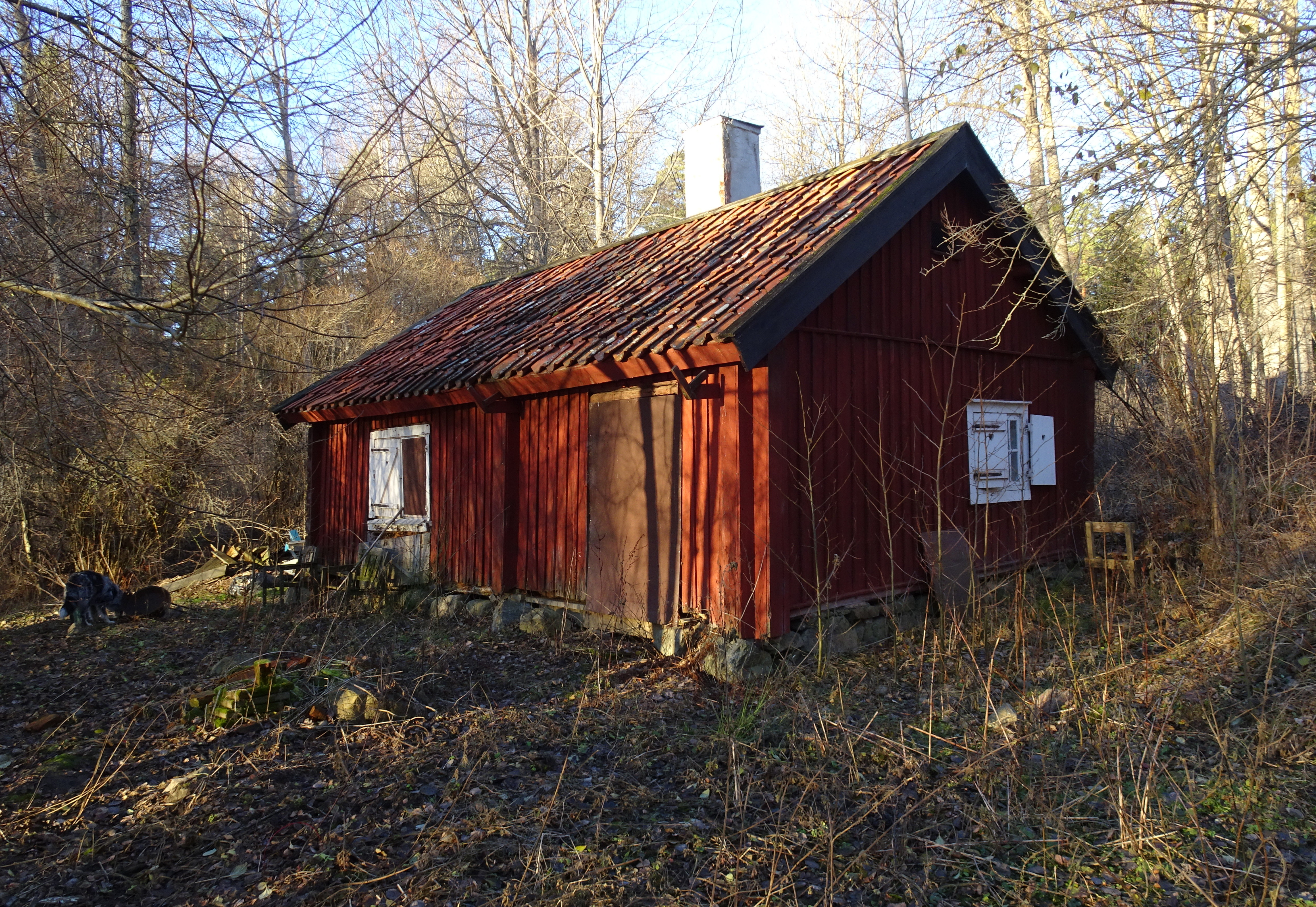
Skansberg.
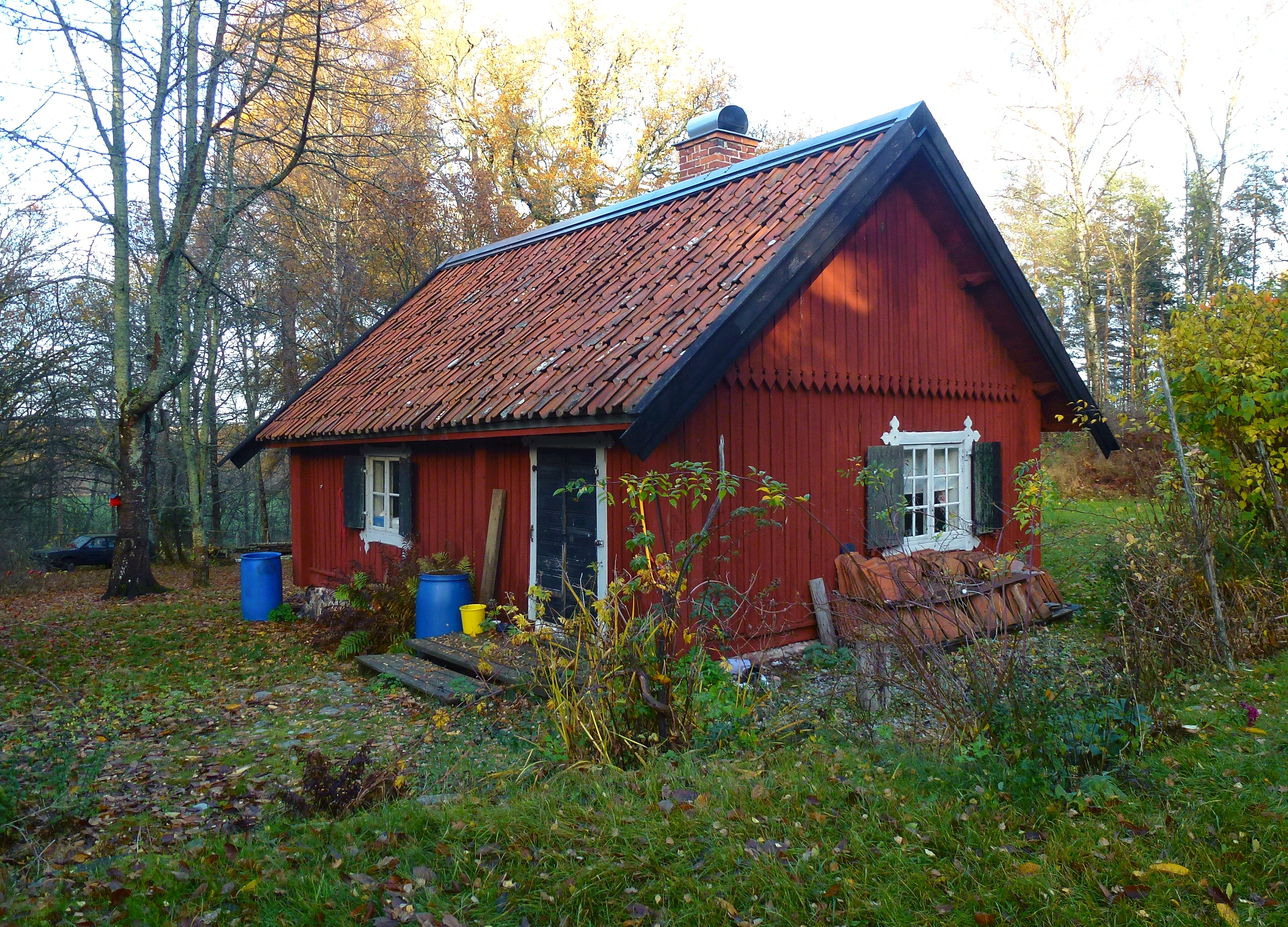
Nykoxet.
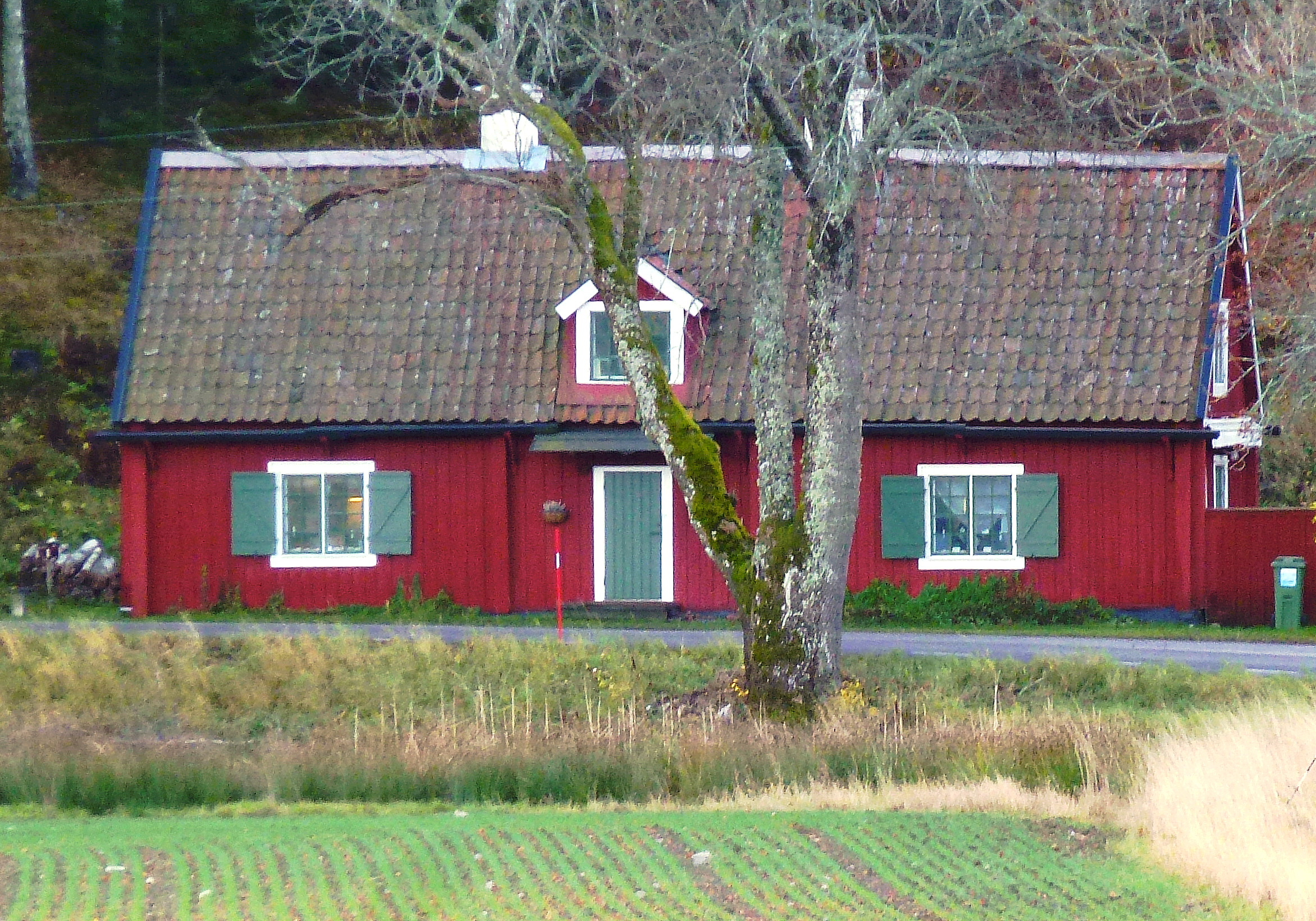
Värdshuset.
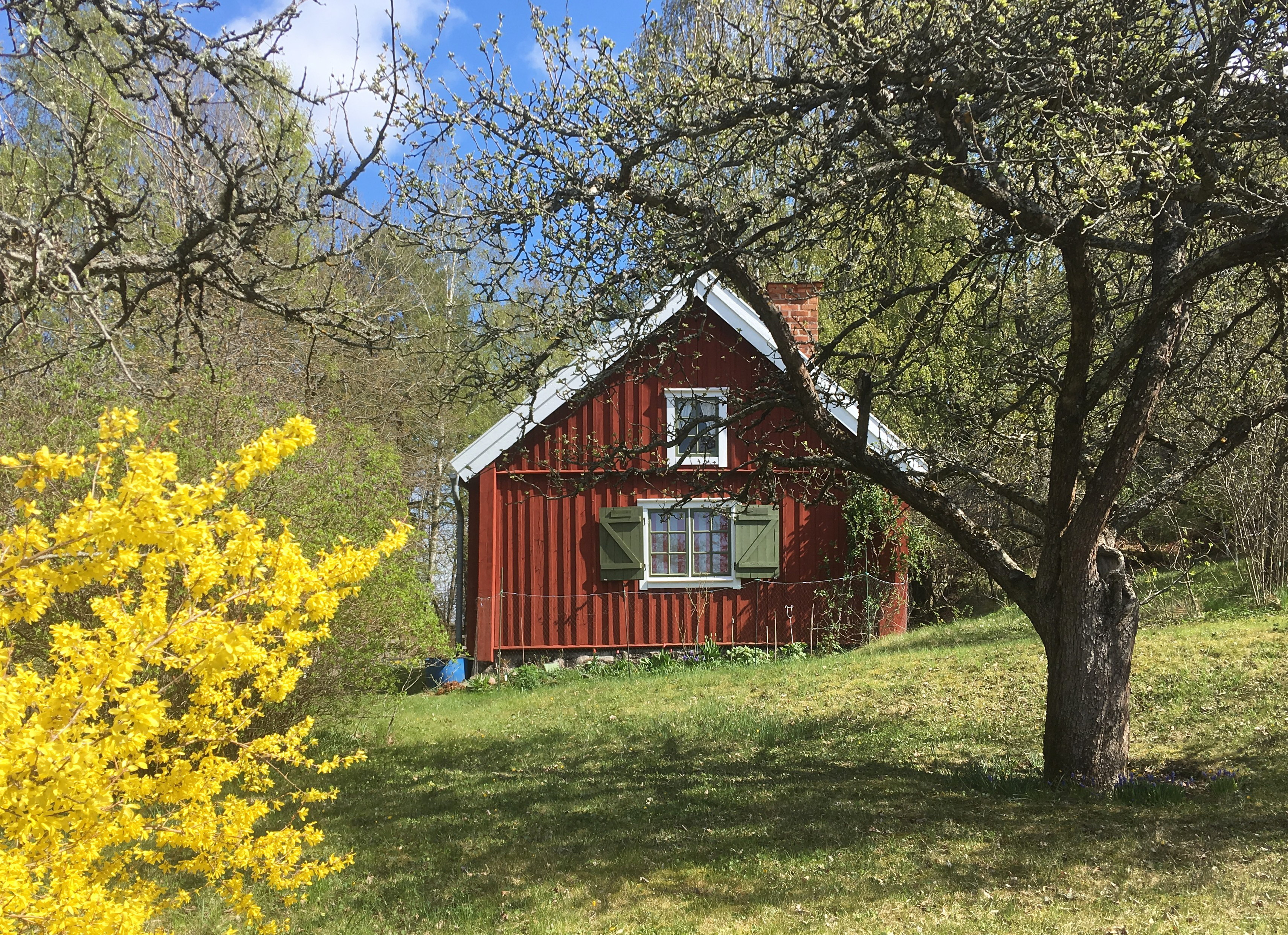
Oxhagen
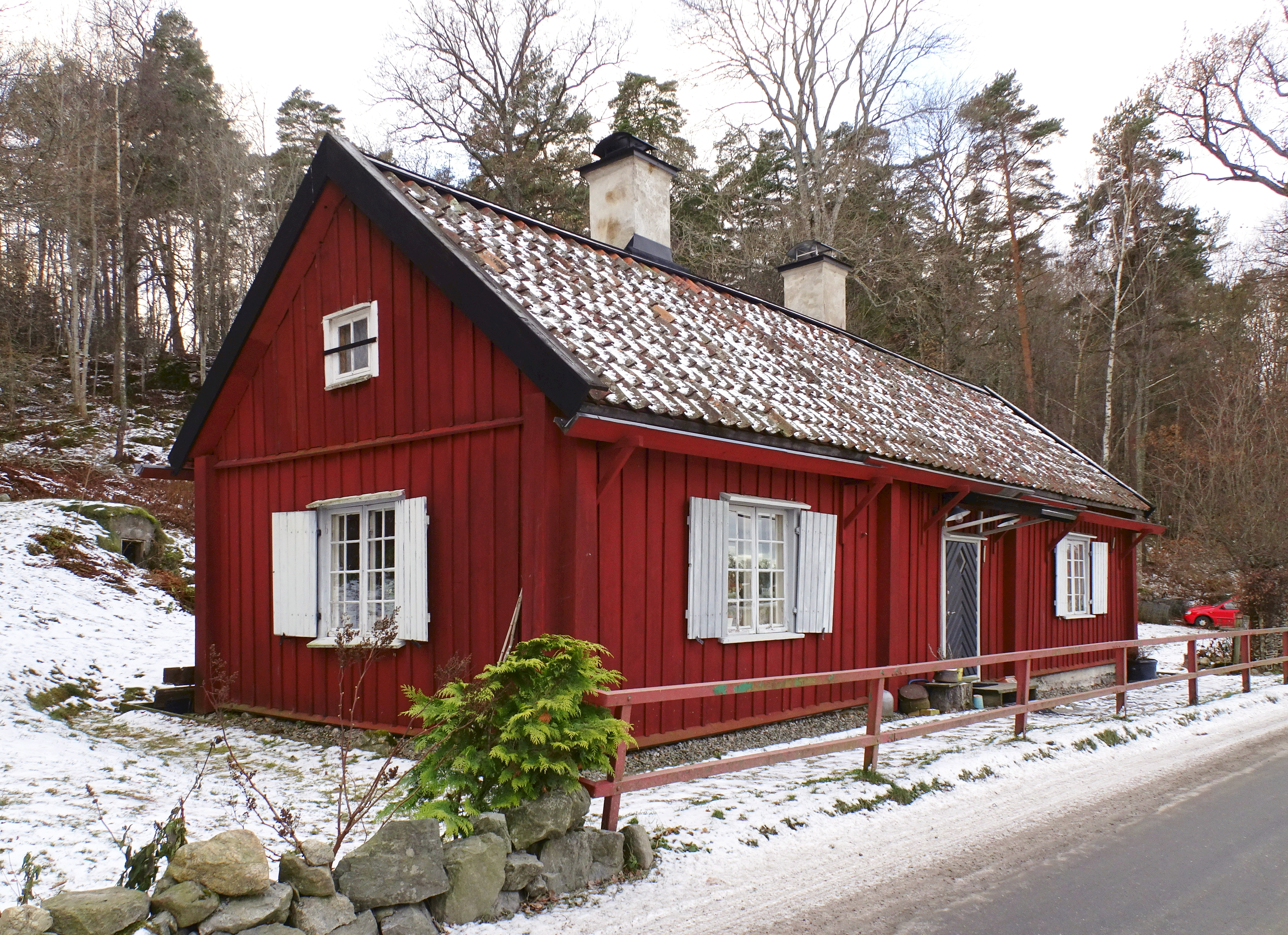
Fågelsången.

### Ekonomibyggnader

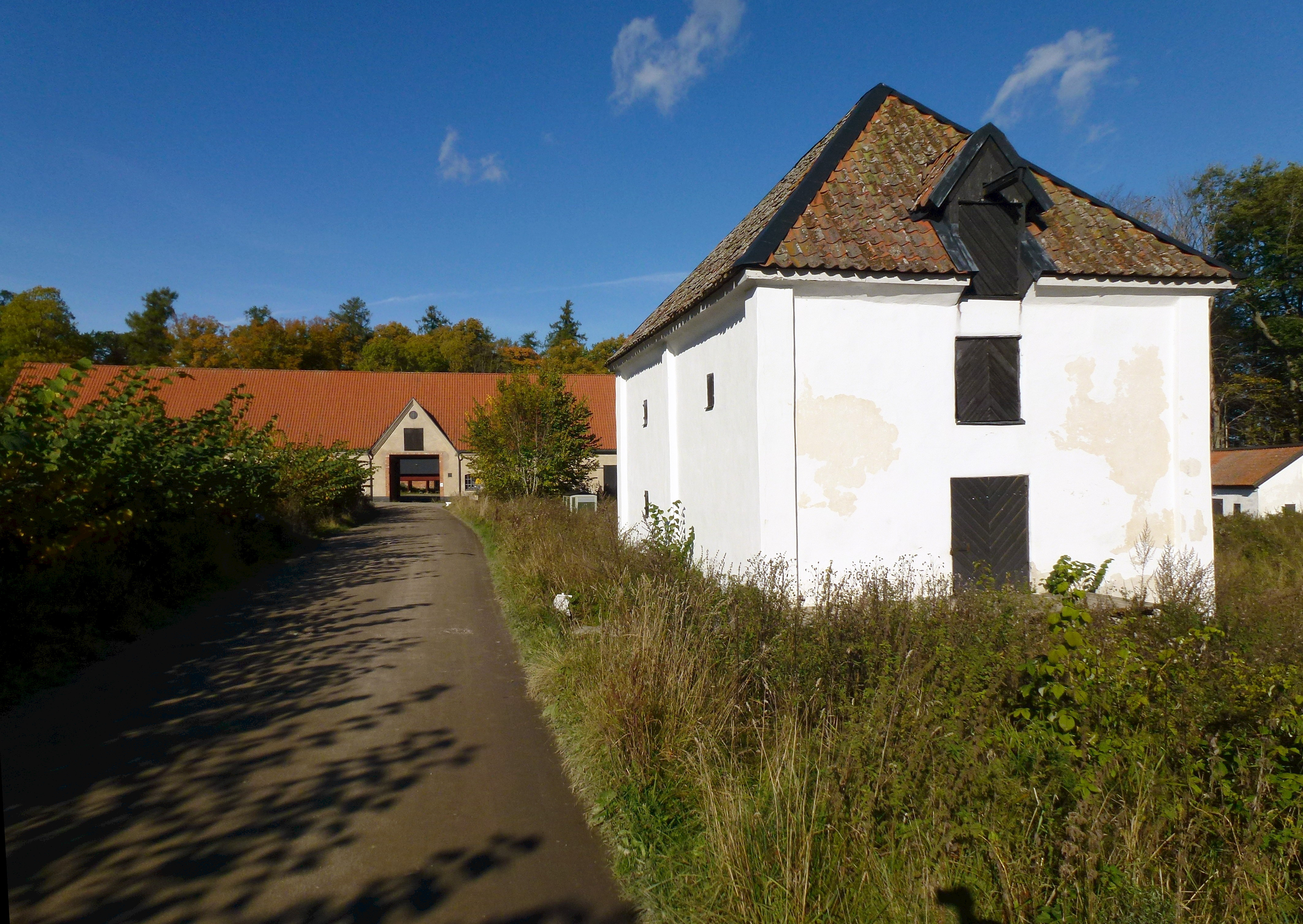
Sädesmagasin med ladugårdsfyrkanten i bakgrunden. Vy mot norr, 2012.

Av de många ekonomibyggnader som redovisas på kartan från 1792 existerar fortfarande ett större antal och ger slottets omgivning sin historiska 1700-tals prägel. Historikern Gösta Selling uttryckte det med följande ord: ”Ljusa och välproportionerade samlar sig husen i rytmisk ordning kring huvudbyggnaden och ger oss den ideala bilden av 1700-talets svenska herrgård”.
Öster om huvudbyggnaden märks fyra vitputsade stenhus som ligger i rad längs med bruksvägen som leder till ladugårdsfyrkanten i norr. Den senare tillkom under Liljencrantz tid och ersatte då en liknande anläggning som redan syns på Eric Nilsson Agners karta från 1697.
Liksom huvudbyggnaden restaurerades ladugården på 1950-talet då den var kraftigt förfallen. En del av den norra stallängan gick inte att rädda och fick rivas. Norr om ladugårdsfyrkanten står inspektorsboningen (idag kallad Sjövillan), ett två våningars ljusputsat stenhus som tillkom omkring år 1800. I slutet av 1800-talet hade byggnaden en ny funktion som bostad åt lantarbetare.

### Sillvik
Nämnas bör även det tidigare sommarhuset Sillvik som på 1600-talet var ett egenständigt säteri och som 1704 kom under Sturehov. Enligt traditionen flyttades säteriets mangårdsbyggnad till Sturehov och utgör dess nuvarande norra flygel. Nuvarande byggnad uppfördes 1884−85 som sommarvilla för landshövdingen Lennart Reuterskiöld och hans blivande fru Ingegerd Posse. Vid den tiden ägdes Sturehov av hans mor Charlotta Elisabet, änkan efter Adam Reuterskiöld medan Lennart Reuterskiöld var godsets förvaltare. Huset är ett bra exempel för schweizerstilen och saknar motsvarighet i Botkyrka. Huset hyrs sedan 1927 av Kulturella Ungdomsrörelsen för att användas bland annat som sommarhem.

## Stockholms stad blir ägare

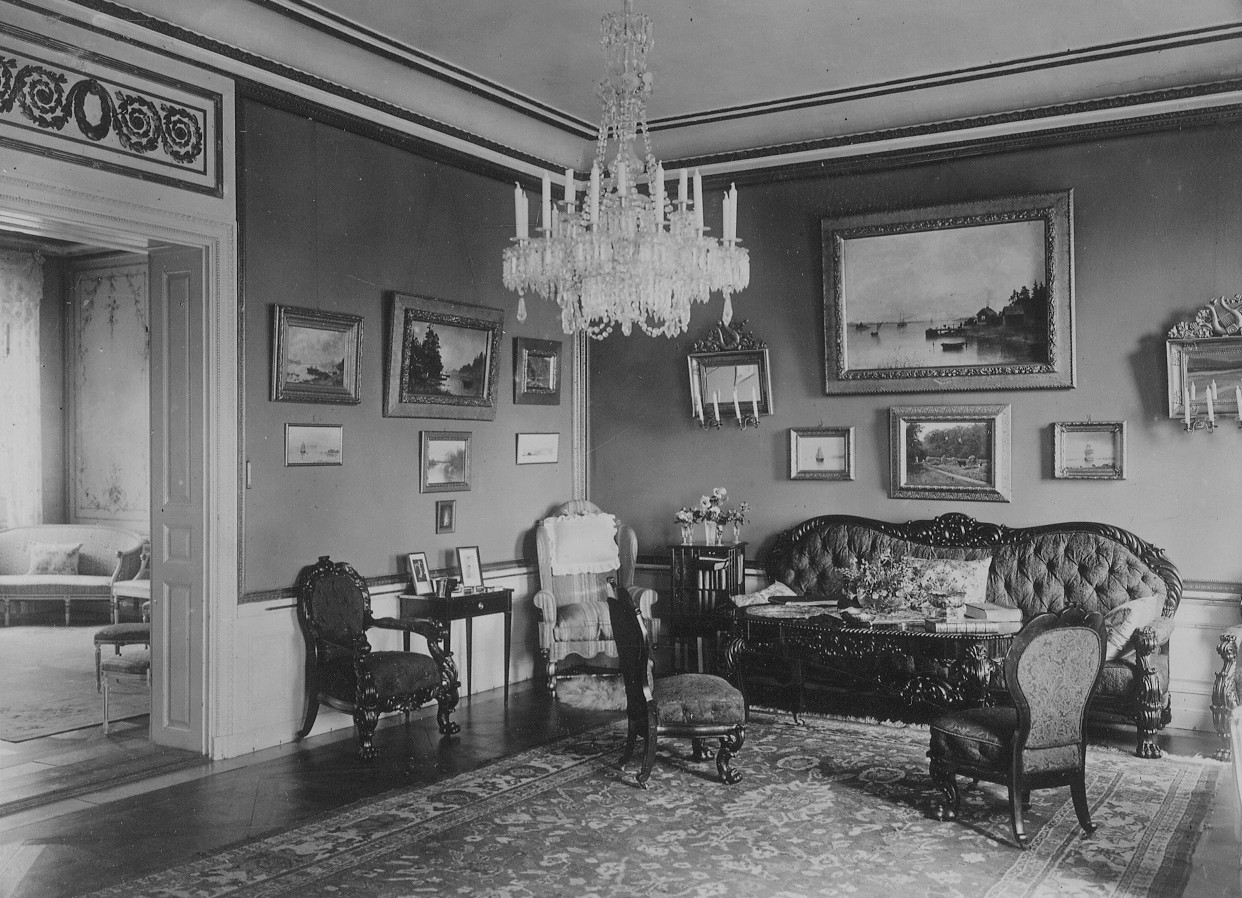
Sturehov, interiör, 1913.

Sturehov med marken förvärvades år 1899 för 252 800 kronor av Stockholms stad från Reuterskiölds änka, Charlotta, och blev tillsammans med flera andra egendomar runt Bornsjön en av stadens så kallade Bornsjöegendomarna. Därefter utarrenderades huvudbyggnaden till henne och senare till hennes son och måg fram till 1918. Vid köpet omfattade ägorna 458,7 hektar land som sträckte sig från Vällinge i väster till Norsborg i öster och från Kyrkfjärden / Mälaren i norr till Bornsjön i söder. I Bornsjön ingick öarna Innön och Prästholmen. Anledningen till köpet var att kunna skydda och trygga vattentäkten Bornsjön och bygga stadens nya vattenverk i Norsborg (se Norsborgs vattenverk).
År 1918, efter första världskriget, moderniserades huvudbyggnaden på initiativ av dåvarande arrendatorn, grosshandlare Axel Wibel. Han lät installera elektricitet, vatten och avlopp samt centralvärme. I bottenvåningen inrättades ett kök där Johan Liljencrantz tidigare hade haft sina rum. En toalett och ett badrum tillkom på våningen 1 trappa. Wibels bolag Axel Wibel AB hade engagerat sig i en fabrik för tillverkning av den räknemaskin som kallades Facit. Men affärerna gick dåliga och 1922 försattes hans bolag i konkurs. Därefter började Sturehovs byggnader förfalla och en av arrendatorerna vanskötte anläggningen.
Under en tid inhyste mangårdsbyggnaden ett barnhem, något som Skönhetsrådet 1927 påtalade till stadskollegiet som olämpligt. Man framhöll att manbyggnader, trädgård och park borde tillgängliggöras allmänheten som ett ”historiskt monument”. Fram till 1951 var huvudbyggnaden bostad för den arrendator som brukade jorden på Sturehov. Sedan bodde arrendatorn med sin familj i norra flygeln som renoverades 1951 genom Stockholm Vatten med Erik Fant som ansvarig arkitekt. Norra flygeln var sedan arrendatorbostad fram till 2010. År 1954 beslöt Stockholms stadsfullmäktige att låta iståndsätta huvudbyggnaden och den södra flygeln.

### Bilder, renoveringen

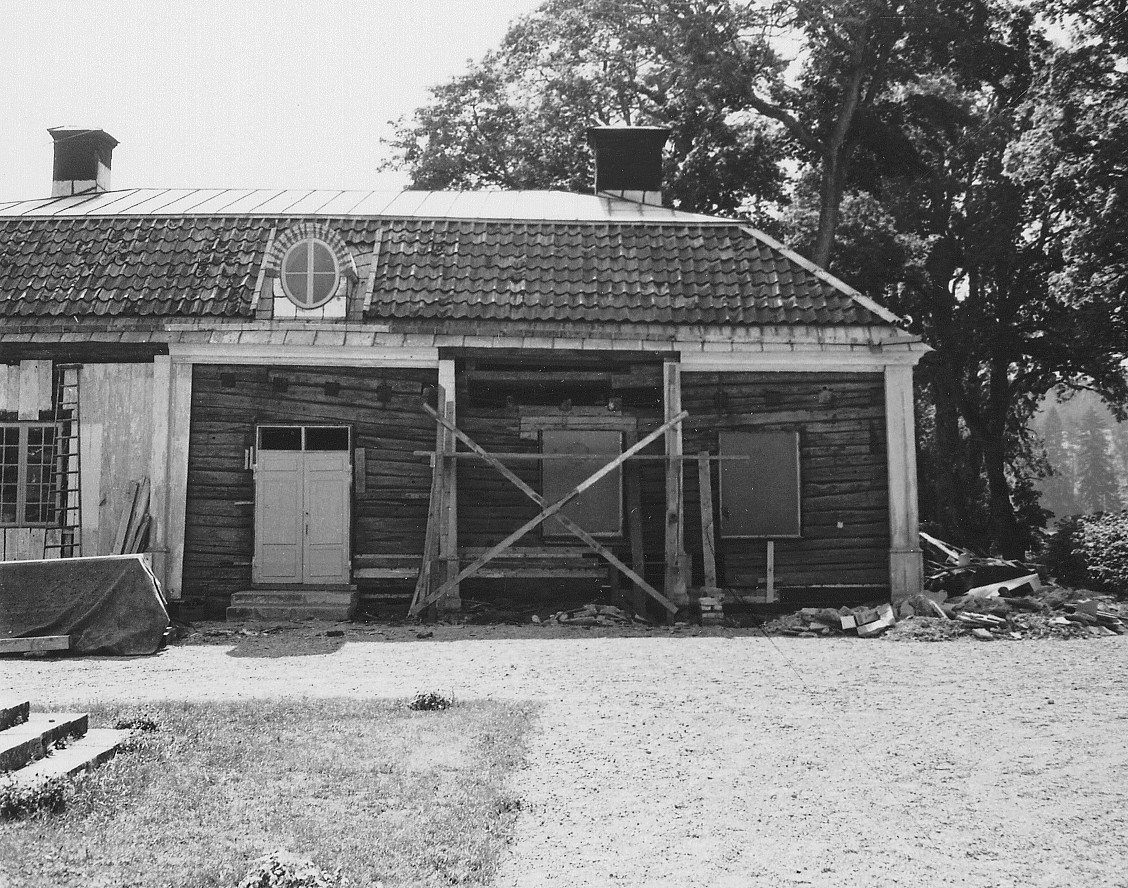
Sturehov, södra flygeln under renoveringen, 1955.
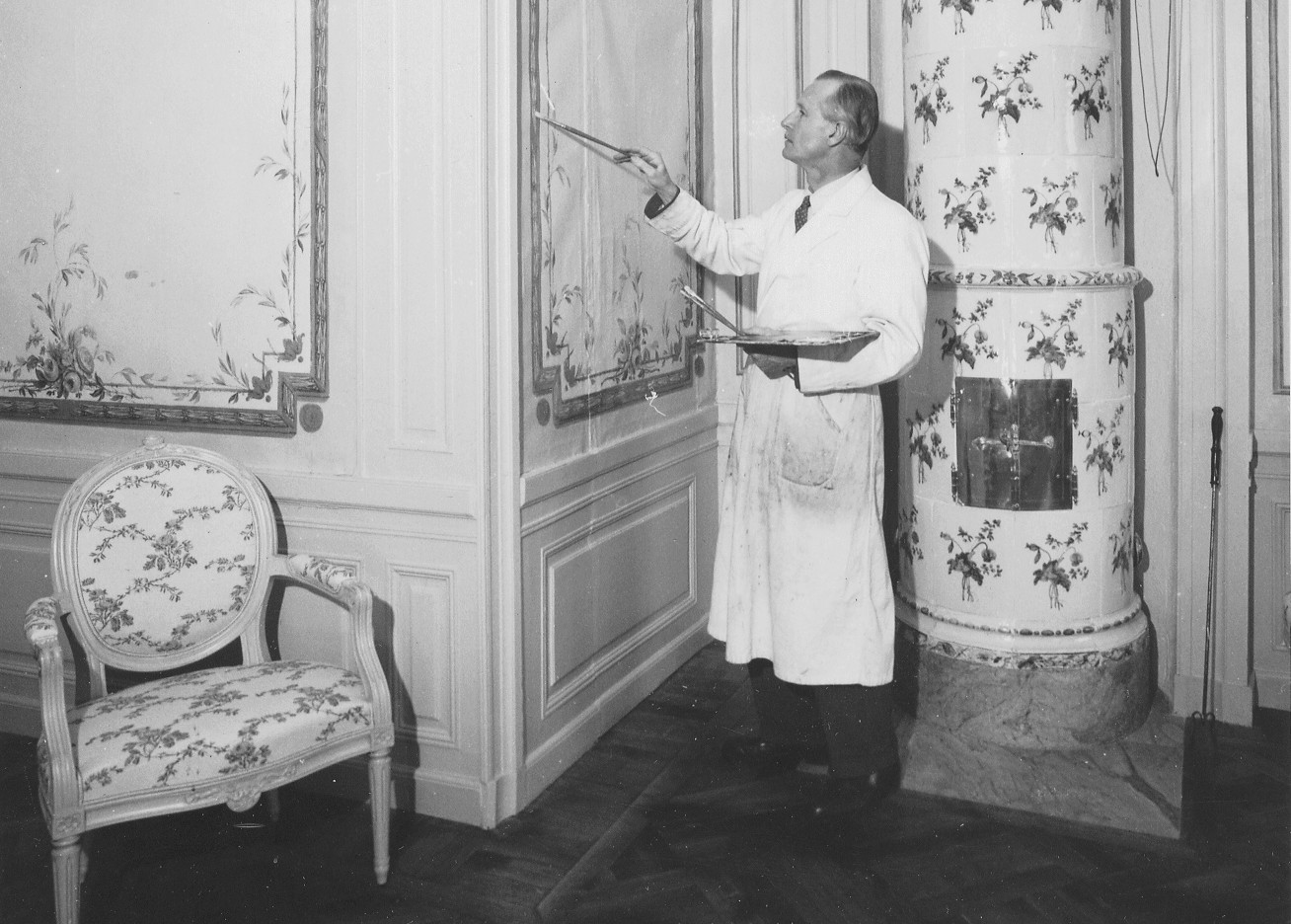
Sturehov, stora sängkammaren, Sven Dahlén retuscherar väggfält, 1957.
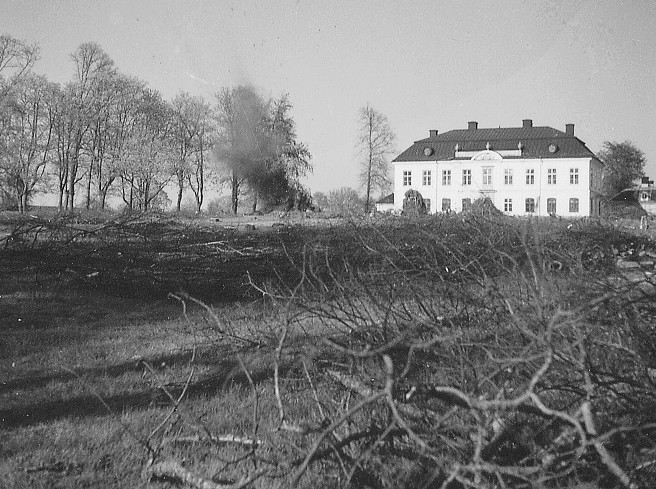
Sturehovs park under restaureringen, 1957.
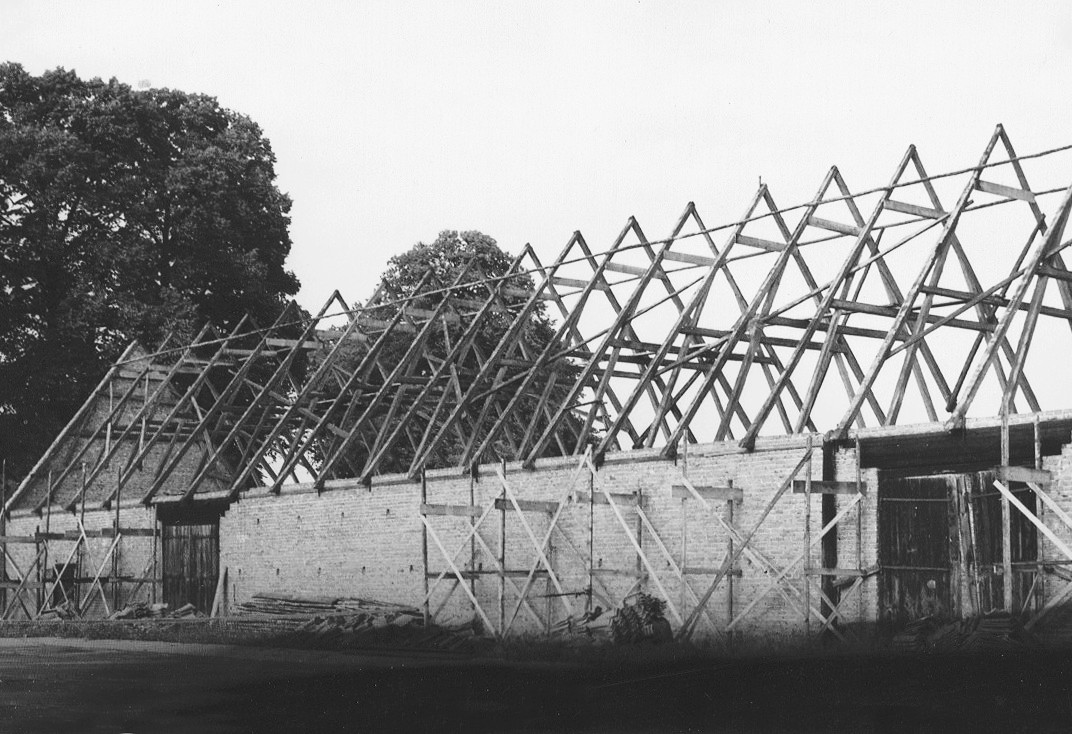
Sturehov, loglängan under renovering, 1959.
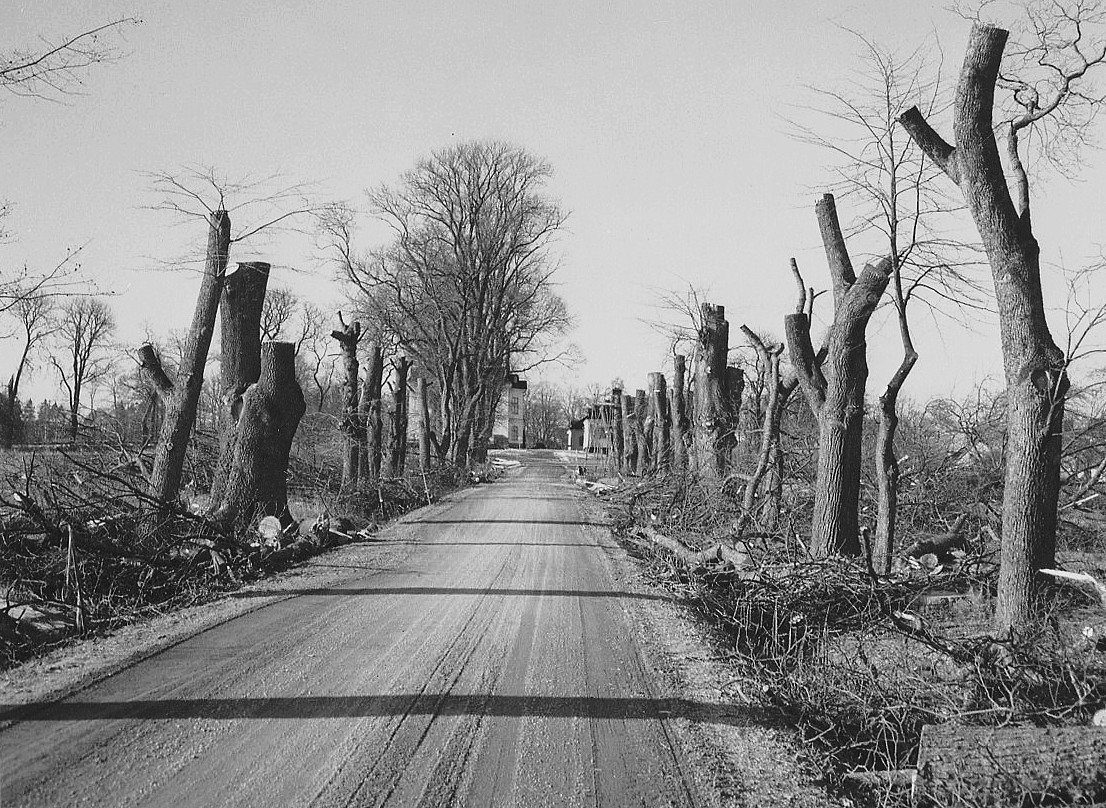
Södra infartsallén under beskärning, 1960.

### Renoveringar

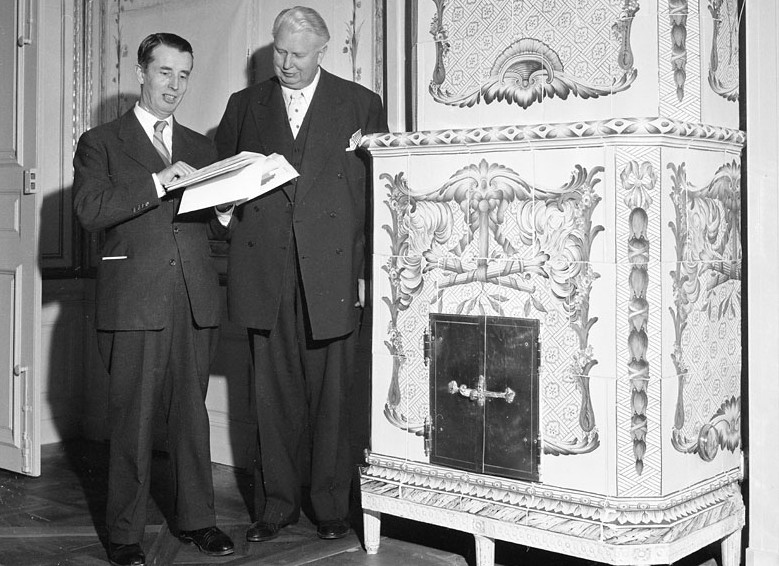
Gösta Selling (t.v.) och Carl Albert Anderson vid "Liljencrantz kakelugn", 1957.

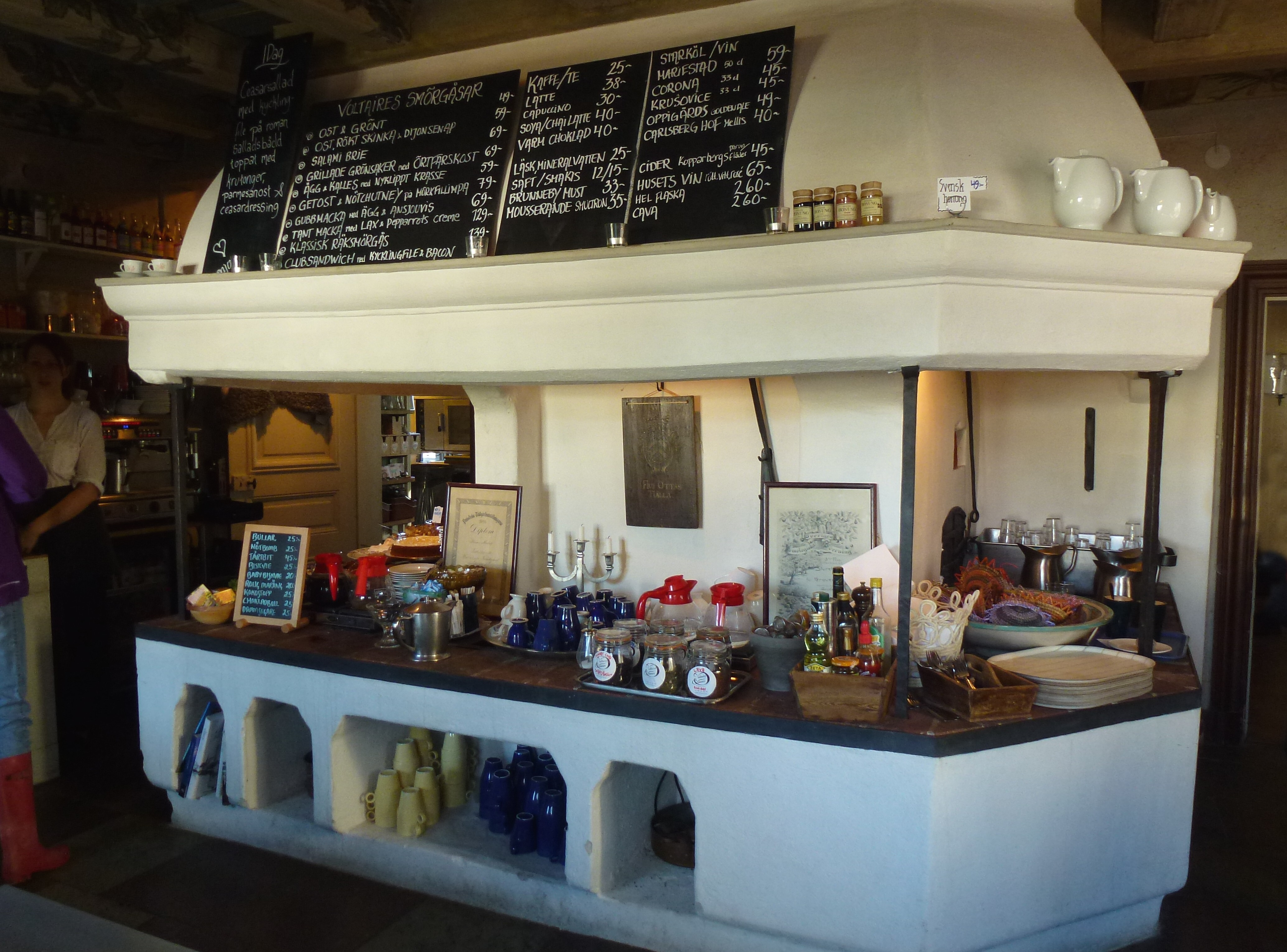
Sturehovs kafé i f.d. slottsköket, 2012

Åren 1954–1958 genomfördes en omfattande restaurering av huvudbyggnaden, som bekostades av Stiftelsen B A Danelii donationsfond med 1 040 000 kronor. Restaureringen leddes av Stockholms stads fastighetskontor i samarbete med stadsantikvarien Gösta Selling. Efter Erik Fants död 1954 blev Nils Sterner ansvarig arkitekt för projektet. Vid sin sida hade han konservatorn Sven Dalén. De nedsmutsade väggfälten i byggnadens många salar rengjordes, liksom samtliga väggmålningar som tidigare ägare hade lämnat orörda. Därefter möblerades rummen stilenligt. Möbleringen genomfördes med vägledning av bouppteckningen från 1788 efter Johan Liljencrantz hustru Ottiliana. Huvuddelen av möblemanget var originalmöbler från Liljencrantz tid som tidigare hade deponerats på Nationalmuseum, Nordiska museet och Stockholms stadsmuseum. Några av de antika möblerna kopierades och några nyinköptes från NK.
Södra flygelns stomme uppvisade omfattande skador som reparerades. I flygelbyggnaderna framtogs flera målade bjälklag. De härrörde från 1600-talets senare del och målningarna varit tidigare okända. I renoveringsprojektet ingick också ekonomibyggnaderna och några av Sturehovs torp. Även parken och allén förnyades, med undantag för engelska parken. Trädgårdsarkitekten Sven Hermelin ansvarade för arbetena. Sommaren 1959 nyinvigdes den restaurerade anläggningen. 1950-talets restaurering av Sturehov är ett av de mest omfattande restaureringsprojekt som Stockholms stad låtit genomföra och resultatet präglar fortfarande fastighetens utseende.
En in- och utvändig ommålning och restaurering samt en uppfräschning av paradvåningen utfördes år 2010 i samband med bröllopet mellan kronprinsessan Victoria och Daniel Westling, eftersom kung Carl XVI Gustaf skulle nyttja huset för representation. Trädgården och omgivande park gavs samtidigt en omfattande upprustning, liksom bryggan i Mälaren. Arbetena leddes av arkitekt Ingrid Jonsson-Gremo.

### Sturehov idag
I huvudbyggnadens bottenvåning ligger sedan 2016 en inredningsbutik med gammalt och nytt. I slottets salonger/uteservering serveras lunch, middagar, konferenser och bröllop, detta drivs av ett privat bolag (House fest & antik Sturehov slott AB). Caféet (Garden café) i södra flygeln drivs av ett annat bolag. I Sjövillan, den tidigare inspektorsboningen och arbetarlängan vid Sturehovs ångbåtsbrygga, har sedan 1990 ett krukmakeri sina lokaler och i en av ladugårdens gamla byggnader fanns tidigare en konstsmidesverkstad. Numera visas själva slottsbyggnaden under hela året för allmänheten i samband guidade rundgångar. Byggnaden förvaltas av Stockholms stads fastighetskontor medan marken nyttjas för jordbruk av Stockholm Vatten med eget folk. I dag räknas Sturehov som en av landets vackraste och mest kompletta anläggningar i den så kallade gustavianska stilen.

### Formellt lagskydd
År 1993 begärde Stockholms stadsmuseum att Sturehovs byggnader skulle lagskyddas som byggnadsminne. 
Efter att ärendet legat vilande under lång tid förklarade länsstyrelsen i Stockholms län i december 2017 Sturehovs herrgårdsanläggning som byggnadsminne enligt kulturmiljölagen.

## Nutida bilder

Exteriör
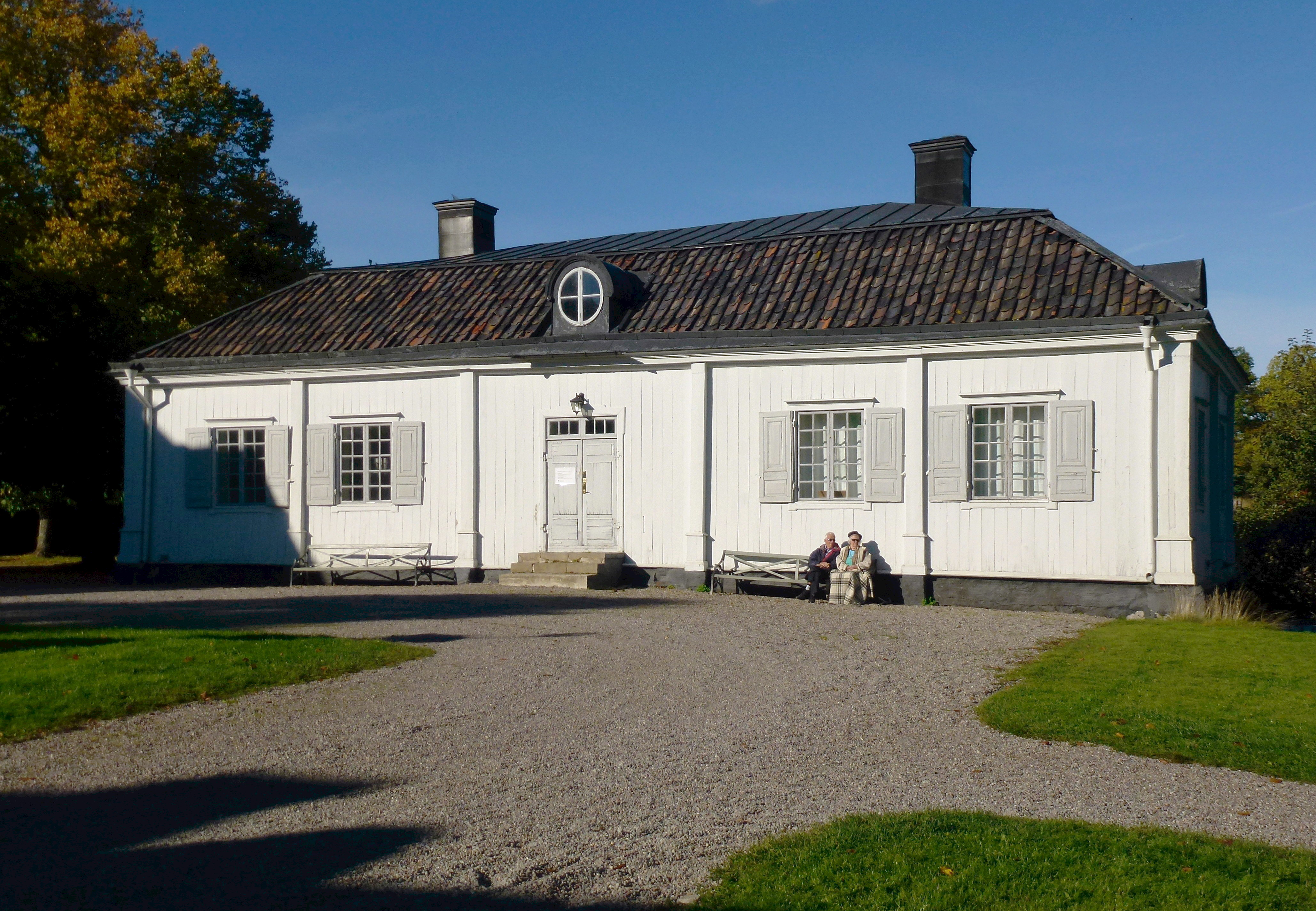
Norra flygeln (privatbostad)
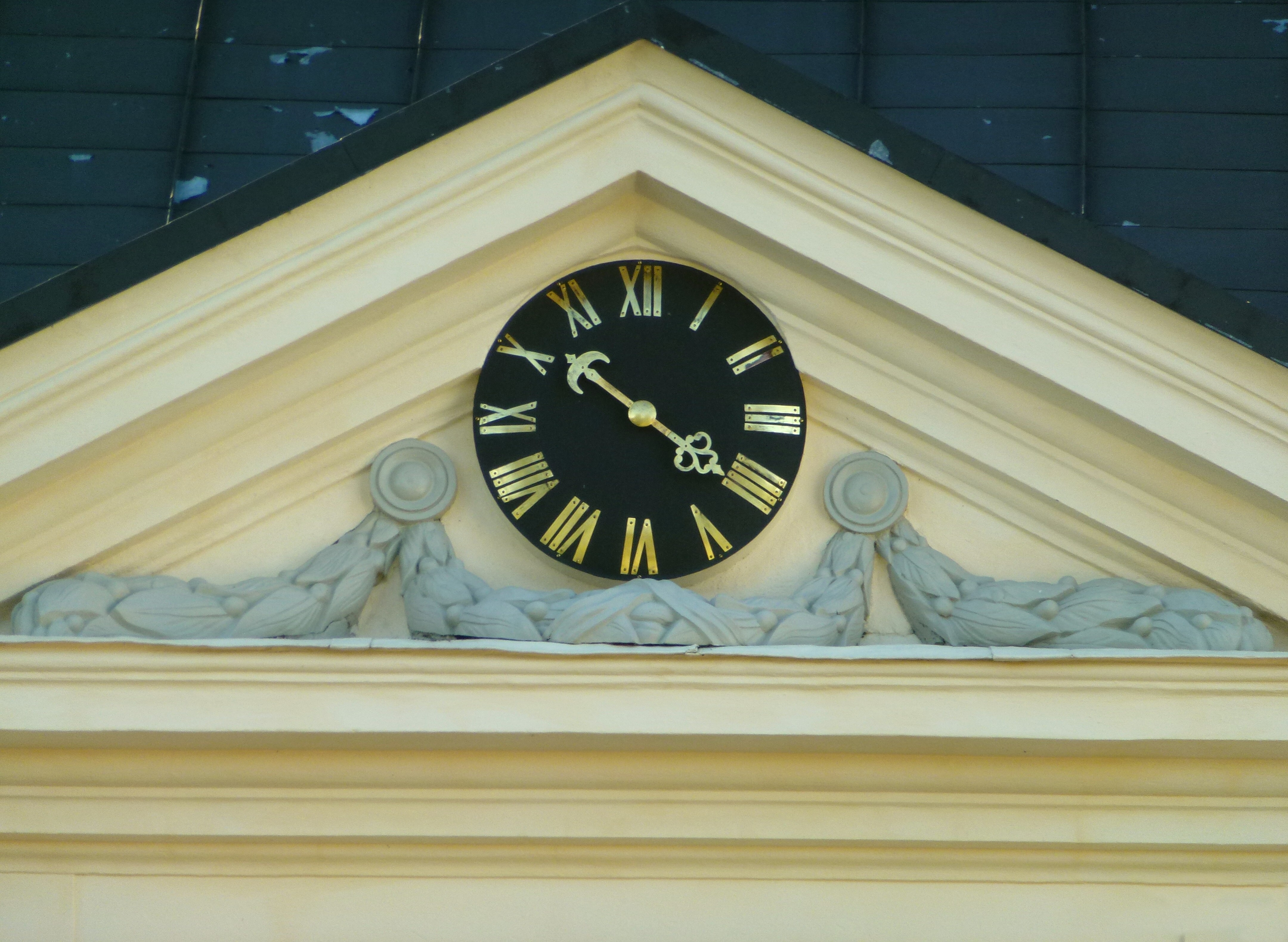
Tympanon med klocka
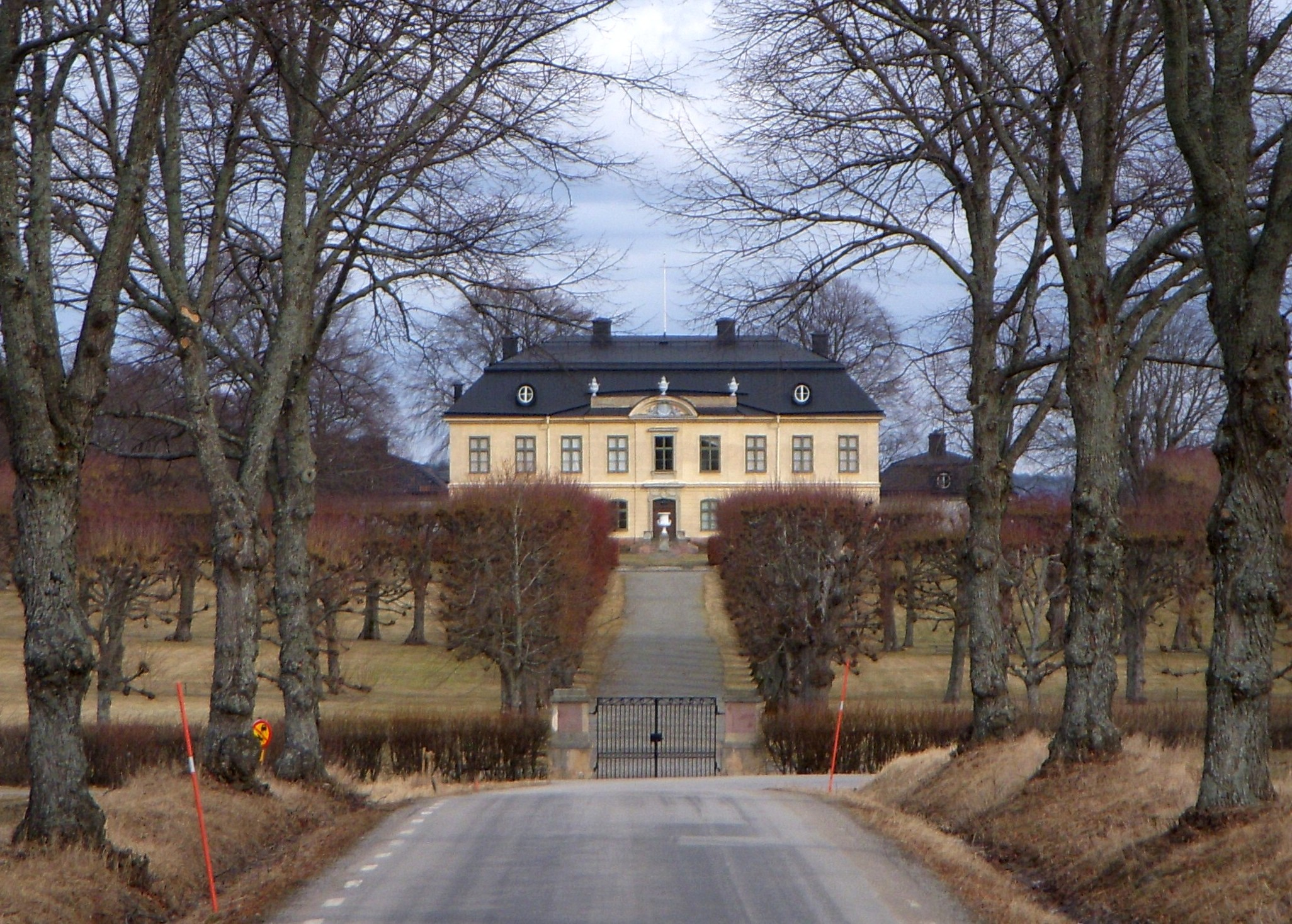
Sturehov från väst med allén
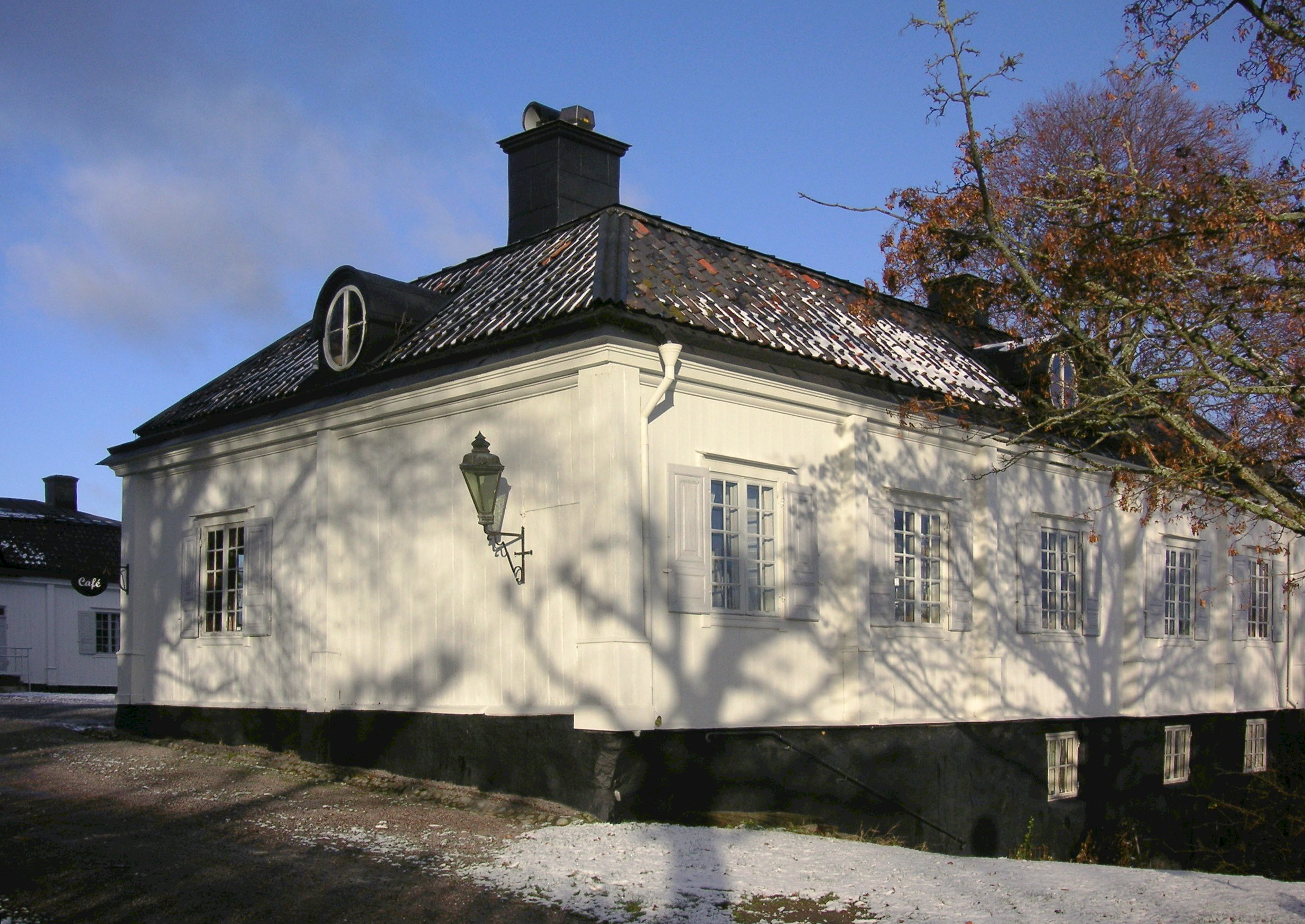
Södra flygeln (caféet)
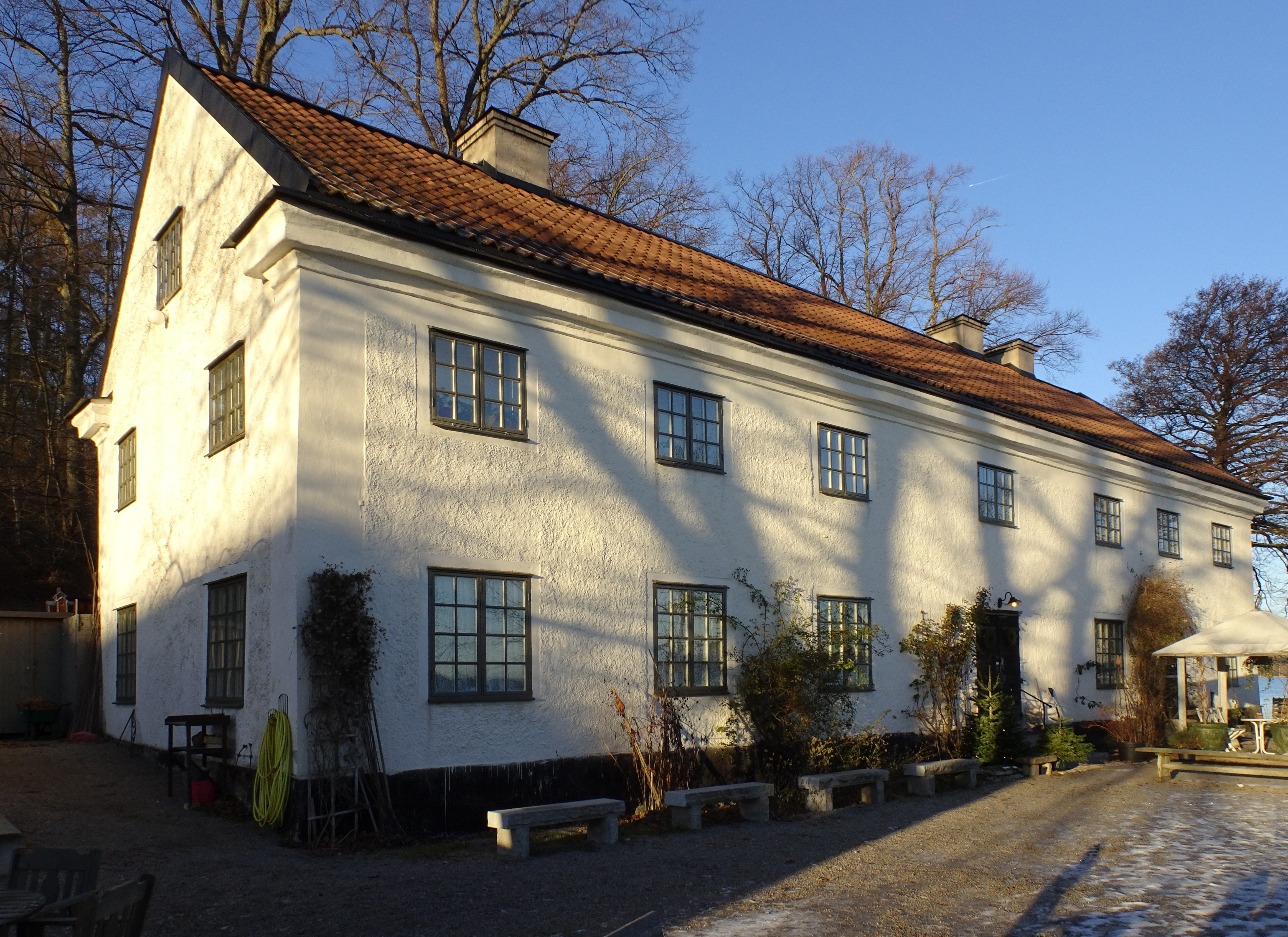
"Sjövillan", tidigare inspektorsboningen och statarlänga (nu krukmakeri)

Interiör
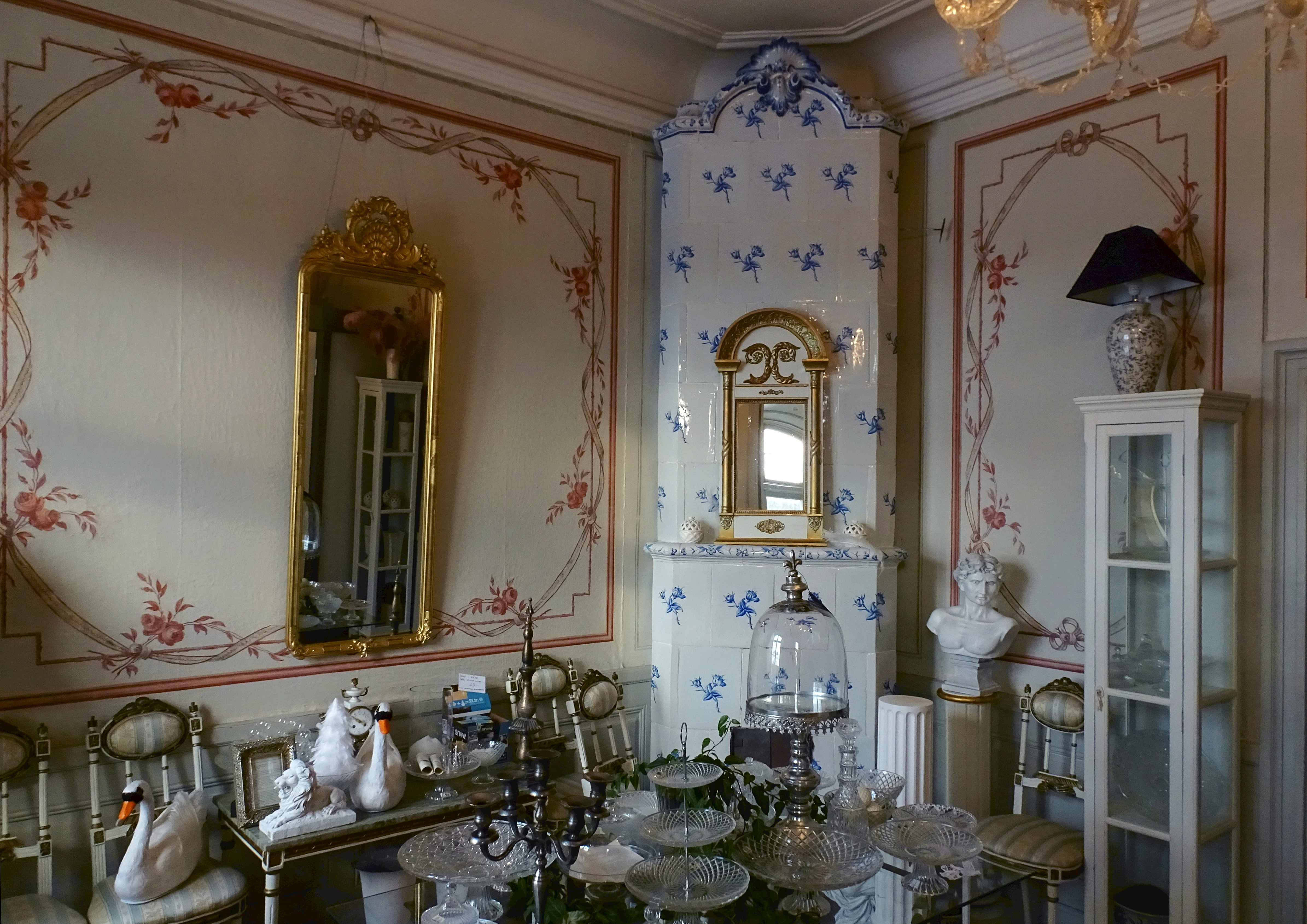
Tidigare gästrum på bottenvåningen (nu butik)
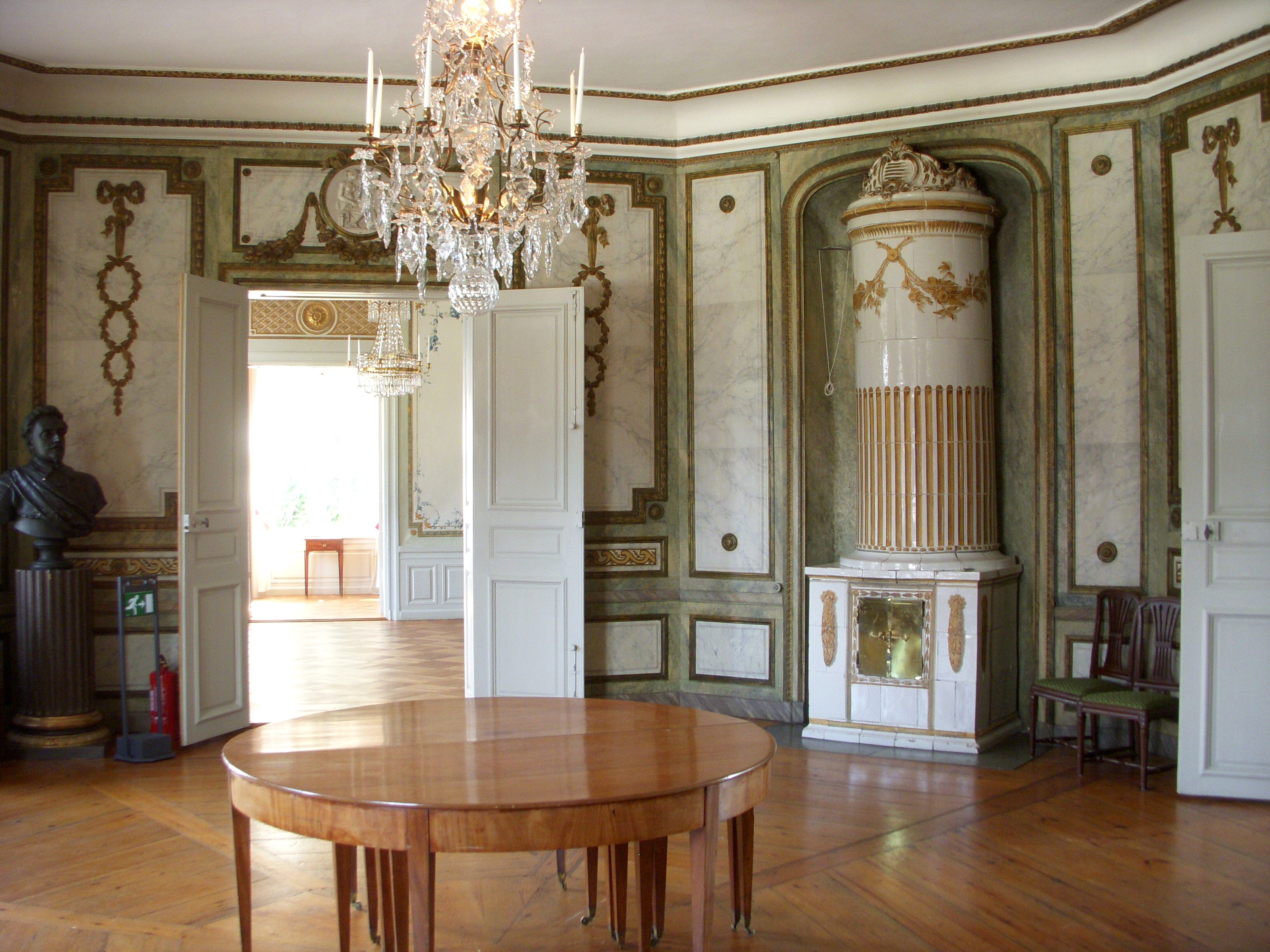
Centralsalen på övervåningen
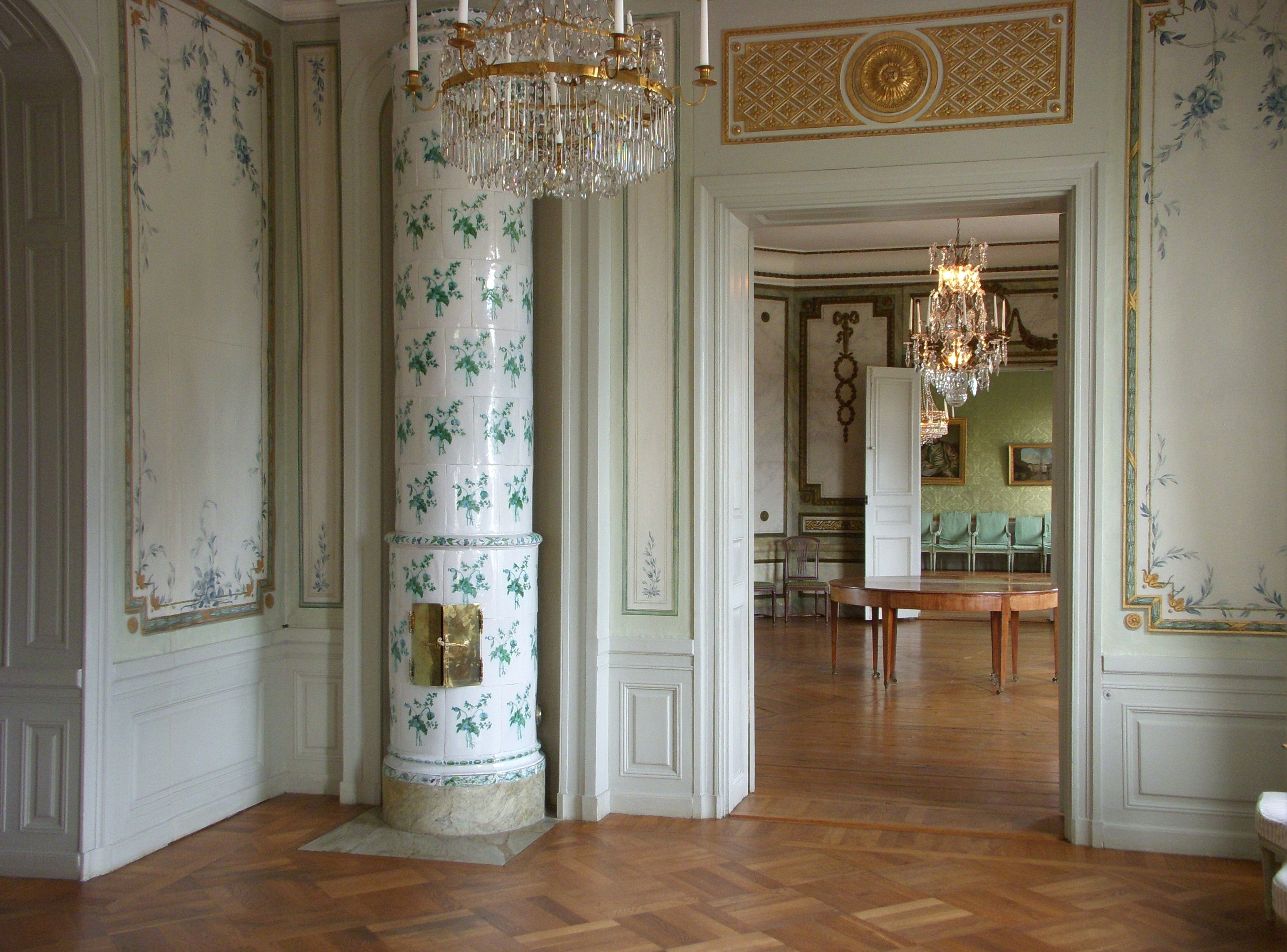
Stora sängkammaren (Ottilianas sovrum) på övervåningen
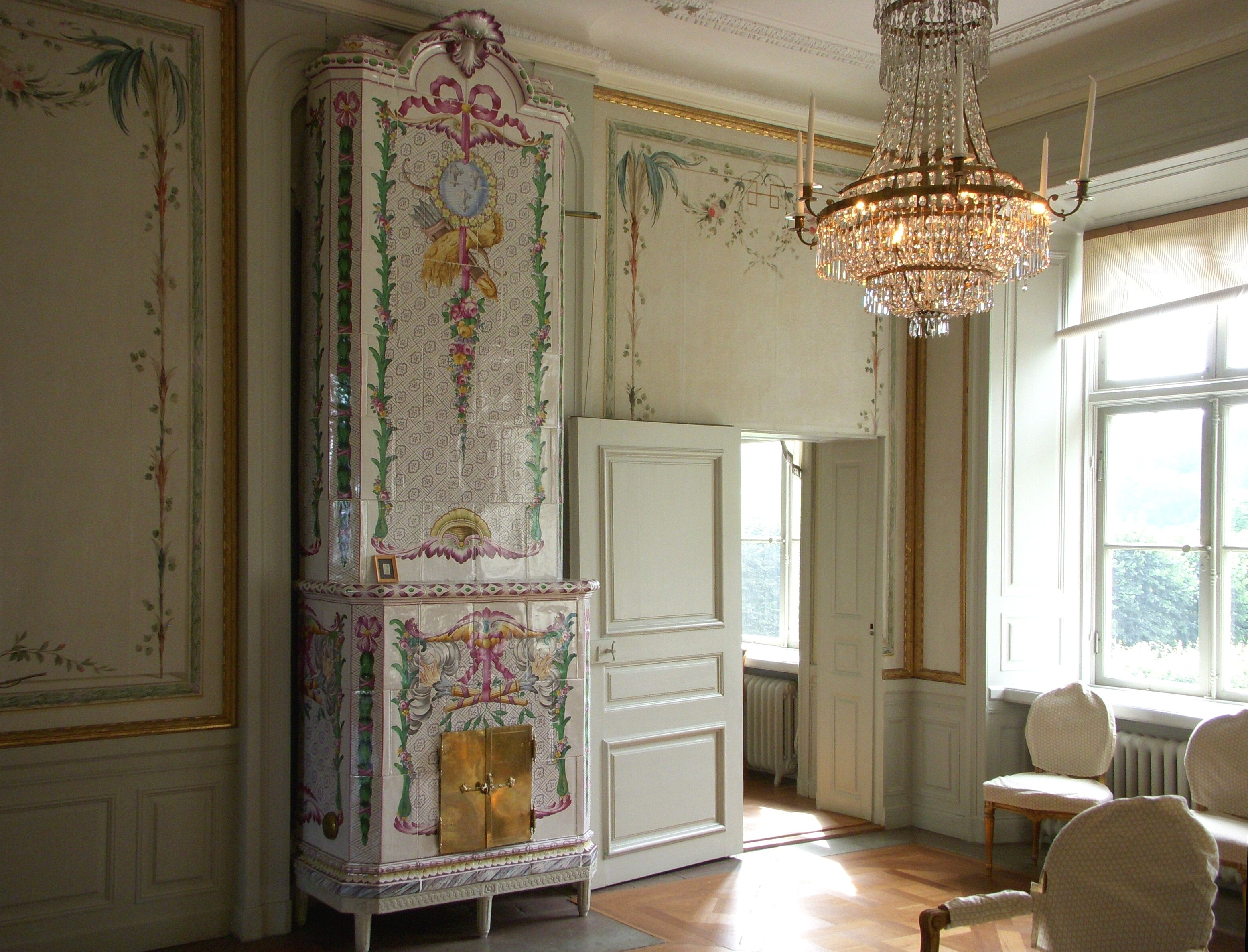
"Liljencrantz kakelugn" i gula förmaket
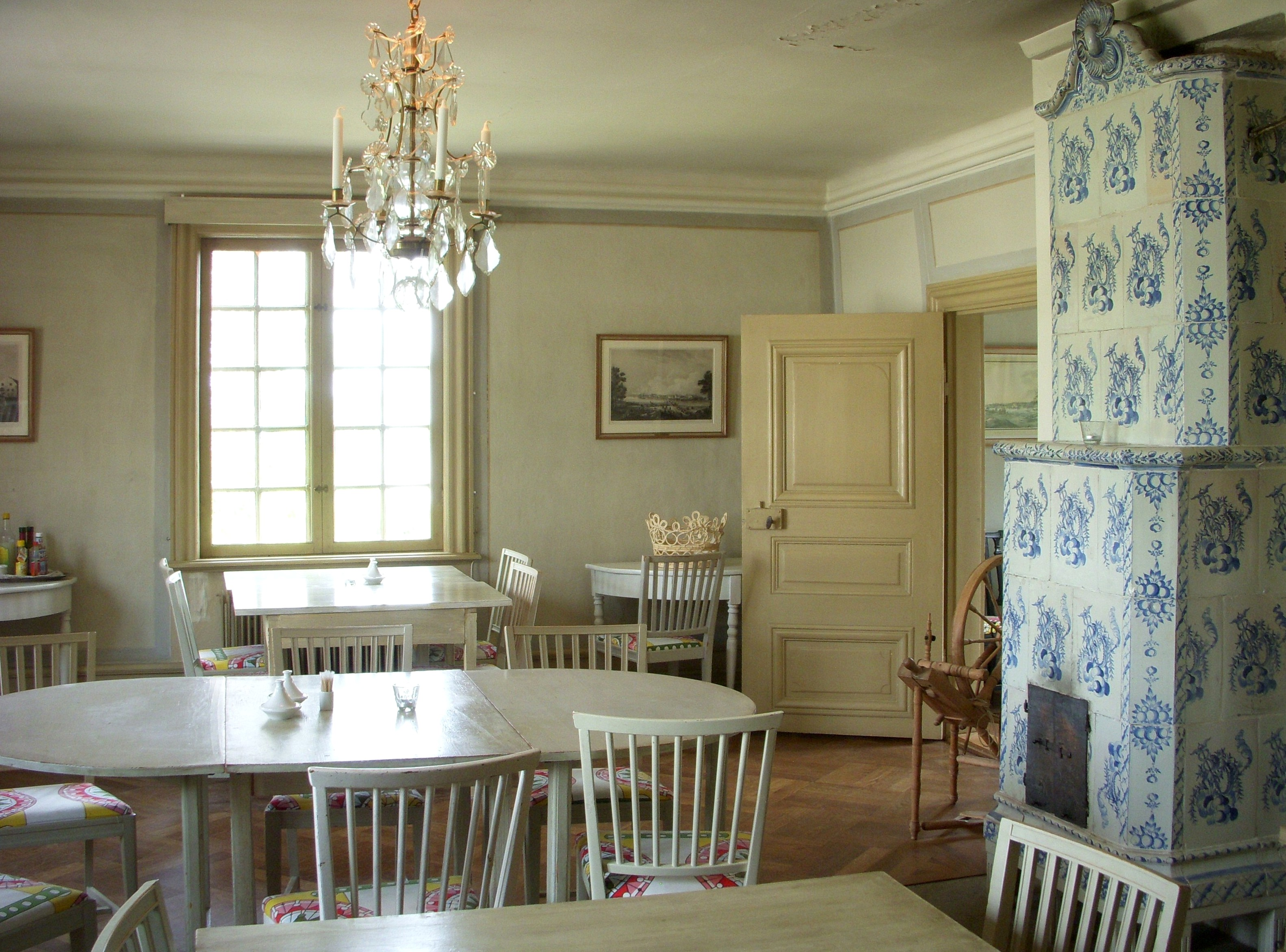
Sturehov, södra flygeln (caféet)

## Ägarlängden[34]

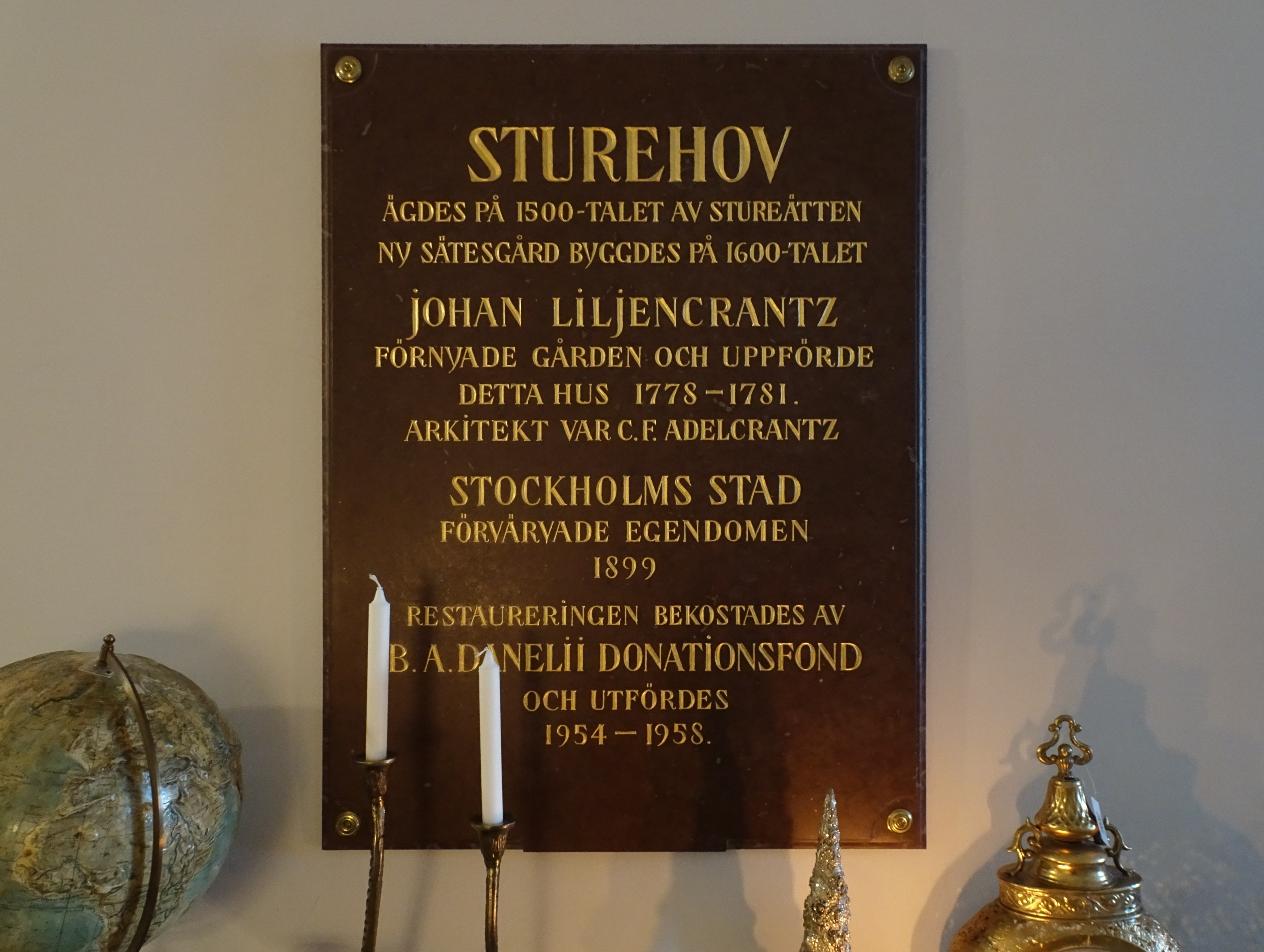
Minnestavla i entrén.

- 1562 Genom byte med kronan Svante Stensson Sture och gemål Märta Eriksdotter Leijonhufvud.
- 1567 Deras son Mauritz Sture.
- 1592 Hans son Svante Sture och gemål Ebba Leijonhufvud
- 1616 Hans änka Ebba Leijonhufvud och gemål 2:o Claes Horn.
- 1654 Genom testamente Johan Axelsson Oxenstierna och gemål 1:o Anna Margareta Sture, 2:o Margareta Brahe.
- 1661 Genom köp Carl Gustaf Wrangel och gemål Anna Margareta von Haugwitz.
- 1664 Genom överlåtelse hans moster Ebba Mauritzdotter Grip, änka efter Svante Banér till Djursholm.
- 1668 Hennes son Svante Banér och gemål Margareta Sparre.
- 1674 Deras dotter Ebba Margareta Banér och gemål Mauritz Wellingk.
- 1727 Deras dotter Ulrika Christina Wellingk och gemål Johan Claesson Banér.
- 1756 Genom köp Carl Fredrik von Höpken och gemål Petronella Constatia Leytslar.
- 1778 Genom köp Johan Liljencrantz och gemål Ottiliana Wilhelmina Transchiöld.
- 1790 Genom köp Carl von Wahrendorff och gemål Maria Elisabeth Hebbe.
- 1829 Genom köp Carl Clas Piper och gemål Ebba Maria Ruuth.
- 1872 Genom köp Samuel Axel Hermelin och gemål Teodora Eugenia Fjellstedt.
- 1878 Genom byte Adam Didrik Reuterskiöld och gemål Charlotta Elisabet Posse.
- 1899 Genom köp Stockholms Stad.